# Marina de Brasil
La Marina de Brasil (en portugués: Marinha do Brasil) es junto con el Ejército Brasileño y la Fuerza Aérea Brasileña parte integrante de las fuerzas armadas de Brasil. En cuanto a su tamaño, es la mayor marina de guerra de Iberoamérica y con el mayor número de buques y aeronaves en actividad.

## Orígenes
Los orígenes de la Marina de Brasil se remontan a las fuerzas navales portuguesas con sede en Brasil. La transferencia de la monarquía portuguesa a Brasil en 1808 durante las guerras napoleónicas también dio lugar a la transferencia de una gran parte de la estructura, el personal y los buques de la Armada portuguesa, la cual se convirtió en el núcleo de la Marina de Brasil.

## Armada Imperial

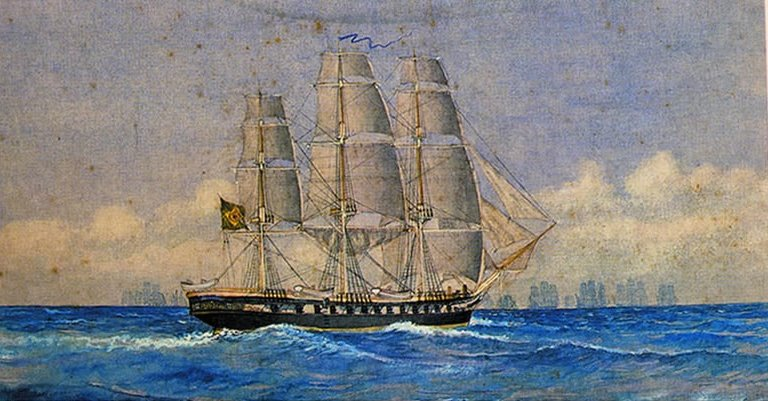
Representación artística de fragata Nictheroy, Armada Imperial, persiguiendo a la flota portuguesa en 1823.

La Armada Imperial entró en vigor con la independencia del país en 1822 para combatir y expulsar a las tropas portuguesas dispersadas por el territorio. La transferencia de la monarquía portuguesa a Brasil en 1808 durante las guerras napoleónicas dio lugar a la transferencia de una gran parte de la estructura, el personal y los barcos de la armada portuguesa. Estos se convirtieron en el núcleo de la recién creada Armada Imperial. Un número de establecimientos creados previamente por el Rey Joao se incorporaron a la marina, como el Departamento de Marina, la Sede de la Marina, el Departamento de Intendencia y Contabilidad, el Arsenal (Astillero) de la Marina, la Academia de Guardias de la Marina, el Hospital Naval, la Oficina de Auditoría, el Consejo Militar Supremo, la planta de pólvora y otros. Debido a las necesidades de la guerra, su contingente inicial estaba formado por brasileños, portugueses que se unieron a la independencia y principalmente por mercenarios extranjeros. El capitán nacido en Brasil, Luís da Cunha Moreira, fue elegido primer ministro de la Armada el 28 de octubre de 1822.

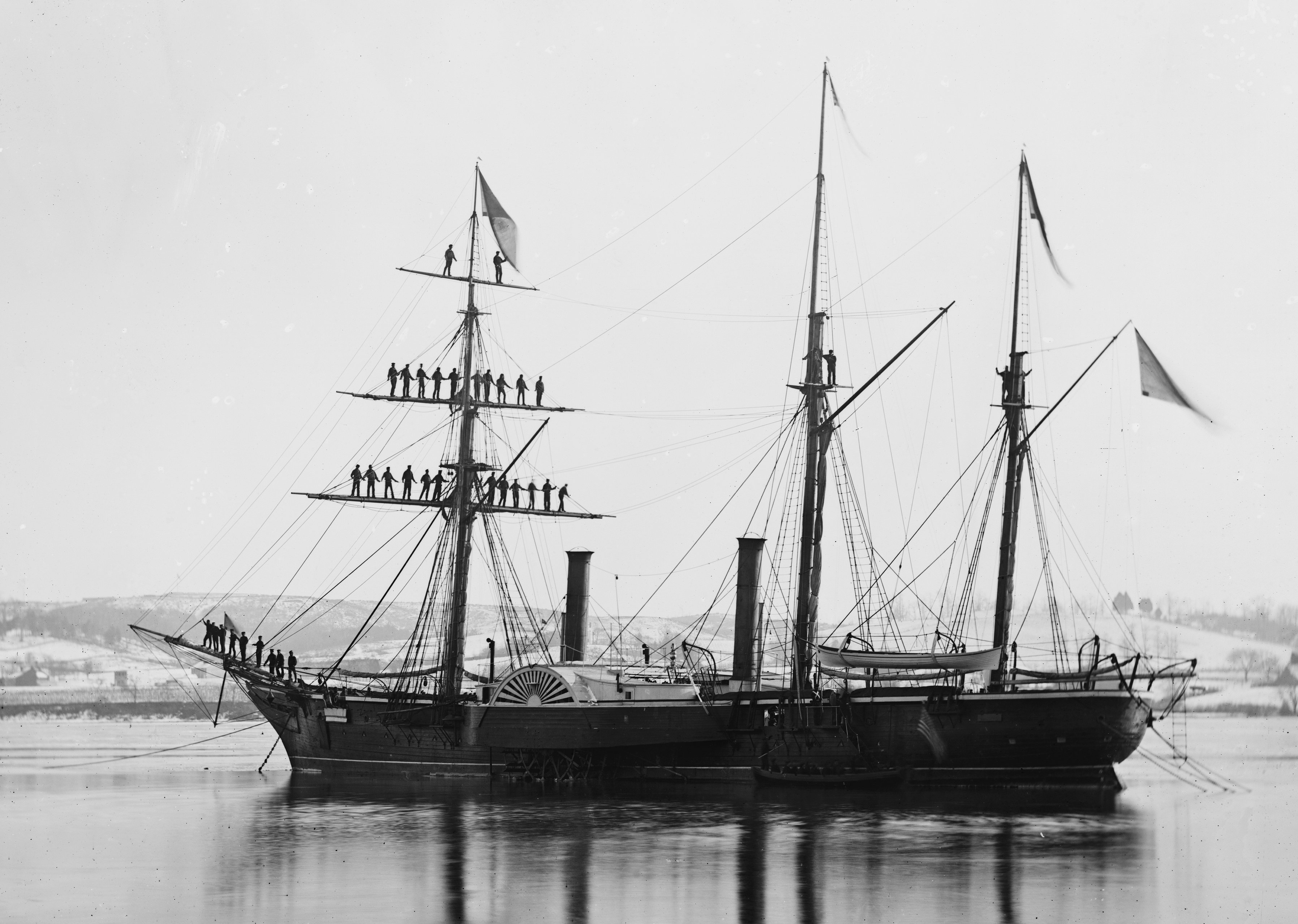
Fragata de vapor Imperial Recife en 1850.

En ausencia de soldados experimentados que hubieran nacido en Brasil, la comisión compuesta por Luis Cunha Moreira y varios agentes trató de ponerse en contacto con los soldados portugueses que servían en Brasil para que se uniesen al Imperio del Brasil recién creado. Cientos fueron aceptados y, los que se negaron, fueron -junto con sus familias- reenviados a Portugal. Sin embargo, temerosa de las posibles consecuencias de enviar a combatir naves tripuladas en su mayoría por portugueses contra fuerzas lusitanas, la comisión reclutó a muchos mercenarios, aborígenes y esclavos. Para comandar la Armada brasileña fue elegido el experimentado Lord Thomas Cochrane, británico de nacimiento, que recibió el cargo de "Primer Almirante". La flota estaba compuesta por apenas un navío, cuatro fragatas, dos corbetas, cinco bergantines, seis goletas y otras veinte pequeñas embarcaciones, sumando en total treinta y ocho barcos de guerra. 
El Ministro de Hacienda Martim Francisco Ribeiro de Andrada creó una subscripción nacional para reunir fondos y así equipar a la flota, y de todo el Brasil fueron enviadas contribuciones Así mismo, el emperador Pedro I de Brasil adquirió, con su propio patrimonio, un bergantín mercante que fue renombrado Caboclo y donado al Estado.

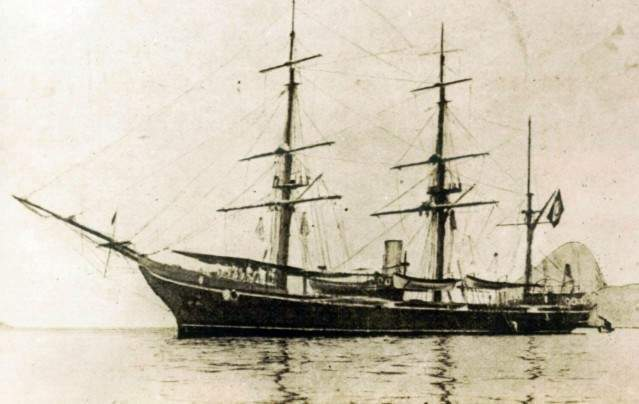
Cañonera a vapor Araguari, de la Armada Imperial, en 1858.

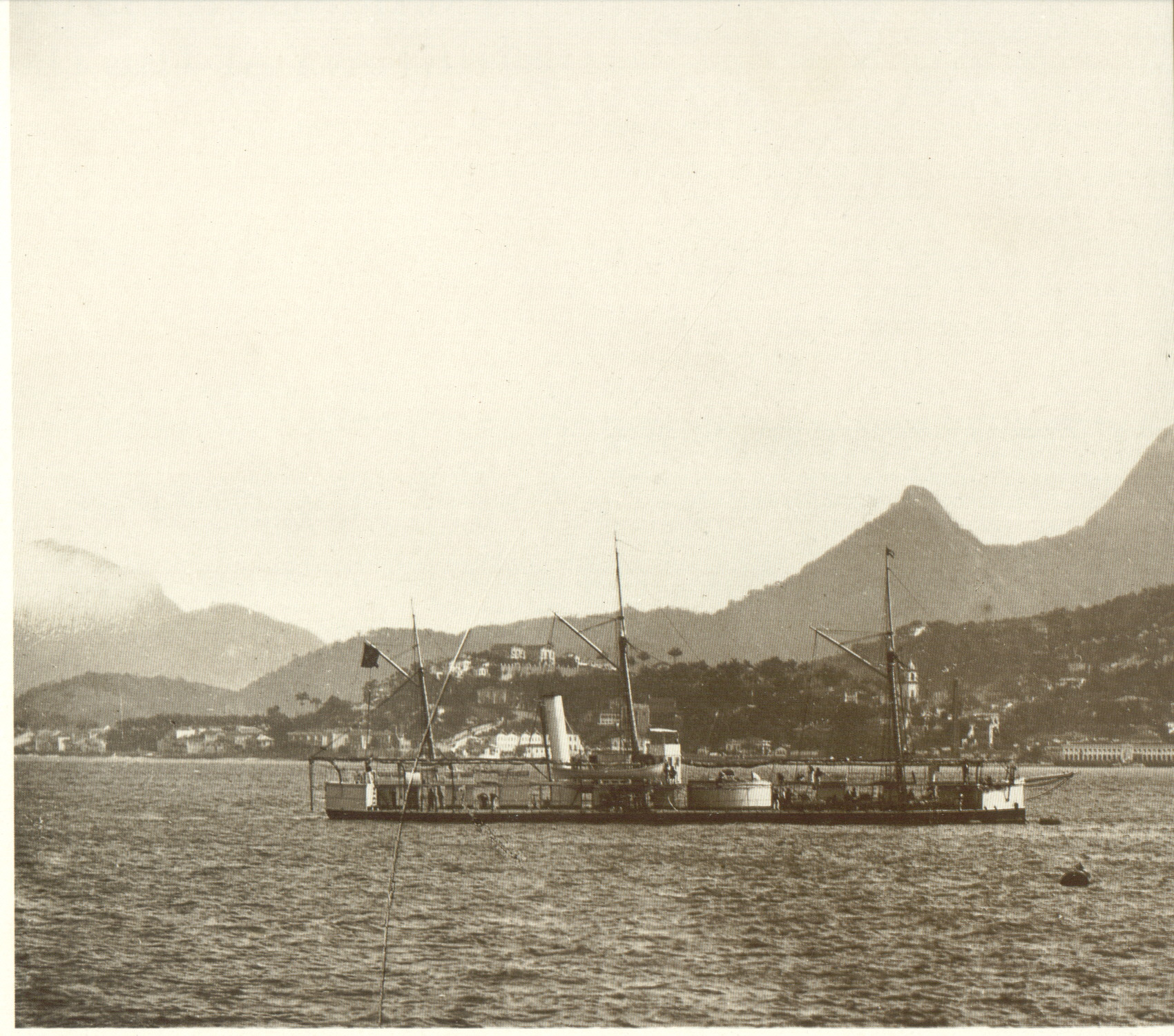
Monitor Bahía, en Río de janeiro en 1865.

La Armada Nacional se dirigió a Bahía, donde atacó a un convoy de la flota portuguesa que constaba de más de setenta naves que iban a Maranhão. Solo trece fueron capaces de regresar a Lisboa después de encontrarse imposibilitados de llegar a la costa norte de Brasil. Los demás barcos o fueron hundidos o capturados e incorporados a la Armada brasileña. El británico John Pascoe Grenfell, que comandaba el bergantín Don Miguel, obtuvo la rendición de la ciudad de Belém de Pará. Habiendo vencido la oposición lusitana en las provincias de Bahía, Maranhão y Pará, la flota brasileña partió hacia la Cisplatina, donde alcanzó más éxitos. El Almirante Cochrane, tras haber liberado un tercio del territorio brasileño, recibió del Emperador Don Pedro I en persona la condecoración de la Orden de la Cruz del Sur y el título nobiliario de Thomas Cochrane.

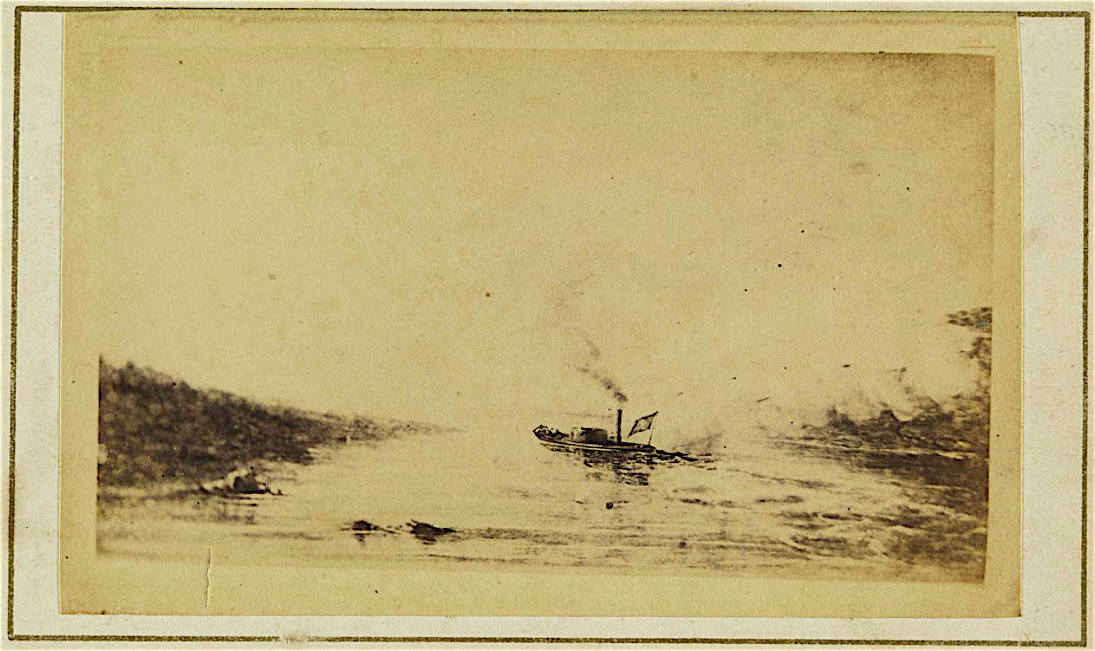
Una rara fotografía del monitor brasileño Alagoas que pasa por Humaitá, en algún momento de 1868, Guerra de la Triple Alianza, probablemente después de que la fortaleza fuera capturada. Note el bajo perfil presentado a la artillería enemiga. Del álbum fotográfico de un soldado conservado en la Biblioteca Nacional de Brasil.

Después de la supresión de la revuelta de la Confederación de Ecuador en 1824 y al iniciarse la Guerra de Cisplatino (1825-1828), la Armada Nacional ya no era aquella marina pequeña y débil. Las treinta y ocho embarcaciones de 1822 se convirtieron en noventa y seis buques de guerra modernos, de diferentes tipos, con cerca de 690 cañones. La flota brasileña bloqueó el estuario del Plata, imposibilitando el contacto de las Provincias Unidas y de los rebeldes cisplatinos con el resto del mundo. Varias escaramuzas ocurrieron entre barcos brasileños y porteños hasta la derrota de la escuadrilla enemiga, compuesta por dos corbetas, cinco peleas y una goleta, frente a la Isla de Santiago en 1827. Al abdicar en 1831, Don Pedro I dejó una poderosa Armada compuesta por: dos navíos, diez fragatas, veinte corbetas, diecisiete peleas-goletas, dos cañoneras, doce bombarderas, tres barcas a vapor, catorce transportes y varias lanchas de gran porte, con un total de al menos ochenta buques de guerra en tiempo de paz.

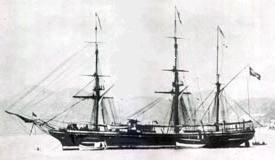
Corbeta de vapor Parnahyba en 1860. Fue uno de los buques imperiales más importantes durante la Guerra de la Triple Alianza.

El largo reinado de cincuenta y ocho años de Don Pedro II representaría el término del crecimiento y apogeo de la Armada Nacional (e incluso después durante el período republicano). Se reorganizó el Ministerio de la Marina, el Arsenal y la Academia Naval, y también se creó el Cuerpo de Marineros Imperiales, formado por voluntarios. En este período se adoptó definitivamente la navegación a vapor, modernizando la escuadra, adquiriendo buques en el extranjero y construyendo otros en el país, y también sustituyendo los antiguos cañones de alma lisa por nuevos de alma rayada, con mayor alcance y precisión. Las mejoras se realizaron también en los arsenales y bases navales, siendo apareados con nuevos talleres. Los barcos de guerra fueron construidos en los arsenales de la marina en Río de Janeiro, Salvador, Recife, Santos, Niterói y Pelotas. La Armada actuó en todas las revueltas ocurridas en el período de regencia, como la Cabanaje, la Farroupilha y la Sabinada, entre otras. La Armada realizó el bloqueo de las provincias donde se produjeron revueltas y realizó la mayor parte de los transportes de tropas del ejército imperial, de una región a otra del país, manteniéndolas abastecidas.

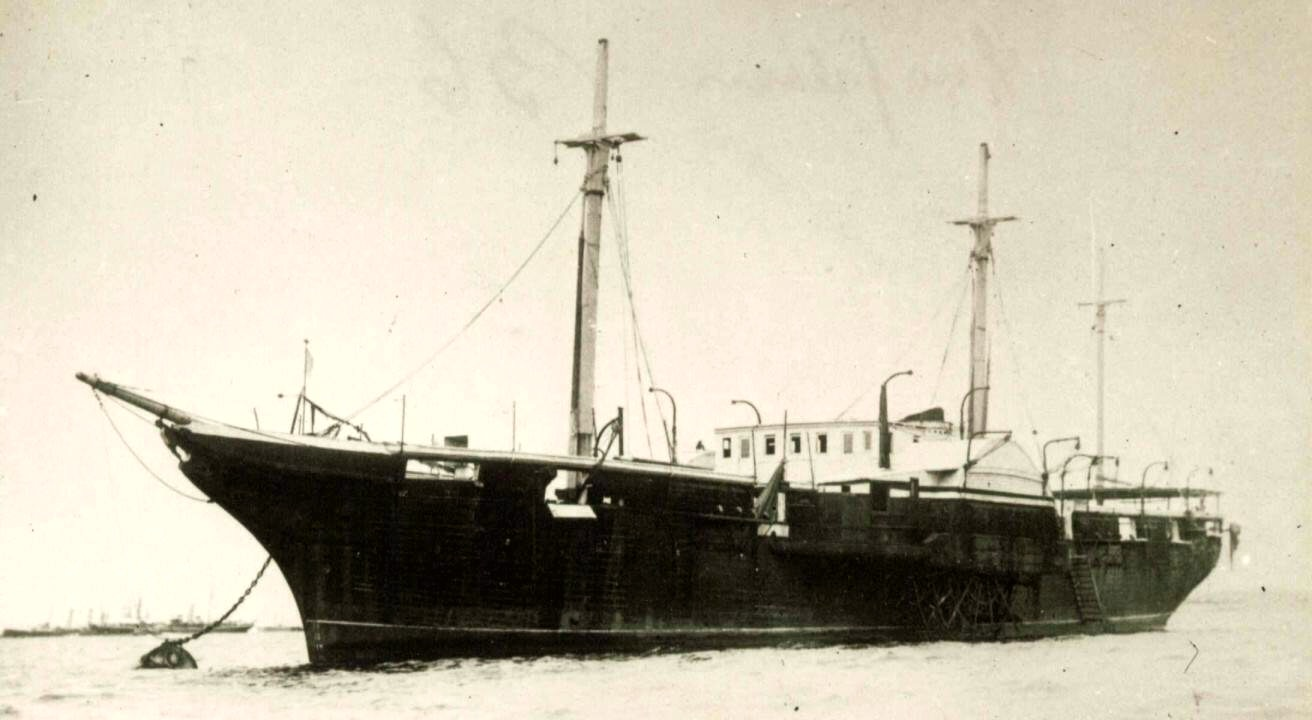
Fragata de vapor Amazonas, 1870. Fue el buque jefe de la Armada Imperial en la famosa Batalla del Riachuelo comandada por el almirante Francisco Manuel Barroso da Silva una de las figuras más heroicas de la Marina de Brasil.

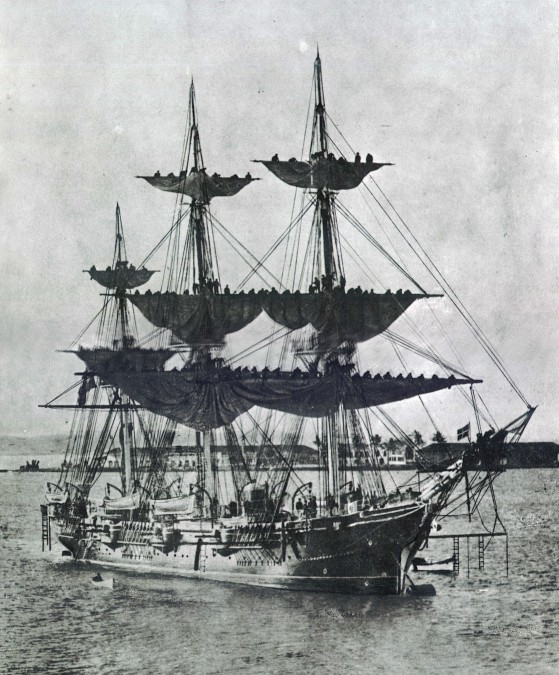
Crucero Almirante Barroso en 1880.

En 1840, cuando el Emperador Don Pedro II fue declarado mayor de edad y asumió sus prerrogativas constitucionales, la Armada poseía noventa buques de guerra: seis fragatas, siete corbetas, dos bricbarcas, seis peleas, ocho bergantín-goletas, dieciséis cañoneras, doce goletas, siete patches, seis barcas a vapor, ocho lanchones artillados y otros de menor importancia.
Esta nueva modernización ocurrió reorganizando la Secretaría de Estado, la Contaduría de la Marina, el Cuartel General y la Academia de Marina. Los nuevos barcos fueron comprados y las capitanías de los puertos fueron restituidas. El Cuerpo de los Imperiales Marineros fue definitivamente regularizado y surgió el Cuerpo de Infantería de Marina (en lugar del Cuerpo de Artillería de Marina que había sido disuelto) así como servicios de asistencia a los inválidos y también escuelas para la formación de marineros y artificieros.

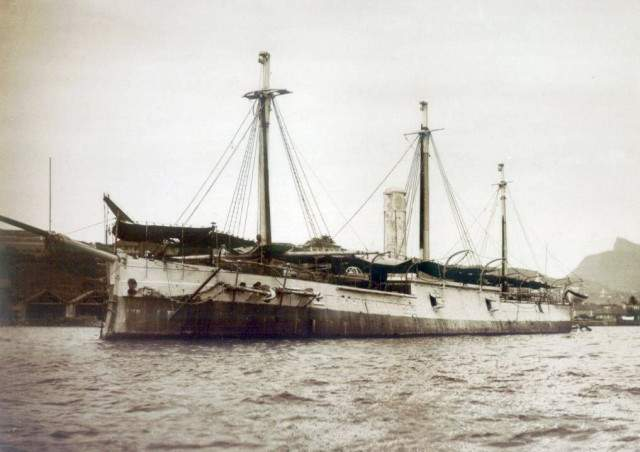
Acorazado de defensa de costa Sete de Setembro en 1870.

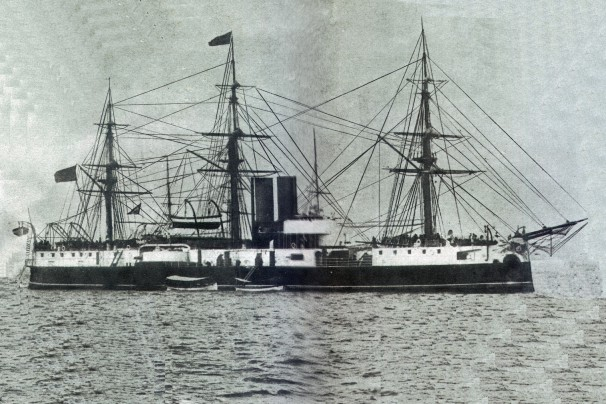
El acorazado imperial Riachuelo en 1883.

Los conflictos en la región del Plata no cesaron después de la guerra de 1825, y luego Brasil se vio obligado a enviar una flota de diecisiete buques de guerra (una nave, diez corbetas y seis buques de vapor) comandada por el veterano de la Independencia John Pascoe Grenfell para combatir a las Provincias Unidas del Río de la Plata en 1851. La flota brasileña logró sobrepasar al fuerte argentino de Toneleros bajo fuerte bombardeo y efectuó el transporte de tropas al teatro de operaciones en tierra. Más de una década después, la Armada Nacional fue una vez más modernizada, y sus antiguos buques a vela dieron lugar a cuarenta buques de vapor con más de 250 cañones. Sus oficiales no contenían más extranjeros, sino solo brasileños natos (que eran reclutas en la época de la guerra de la Independencia). De su marco militar, quedan hombres como Joaquim Marques Lisboa, Francisco Manuel Barroso, Amazon Baron, Joaquim José Inácio de Barros, vizconde Inhaúma, Saldanha Da Gama, entre otros, que eran todos leales al régimen monárquico.
En 1864 colaboró con la intervención en Uruguay y luego en la Guerra del Paraguay. En este conflicto, se añadieron a la fuerza naval veinte barcos acorazados y seis monitores fluviales, además de que sus comandantes, así como sus tripulaciones (y las de las embarcaciones que ya se encontraban en el teatro de guerra) fueron mejor entrenadas. Estas acciones permitieron a la Armada obtener una gran victoria en la Batalla de Riachuelo contra las fuerzas paraguayas. Los constructores navales brasileños como Napoleón Level y Trajano de Carvalho planearon nuevos diseños para los buques de guerra de la Armada Nacional que posibilitaron que los Arsenales del país mantuvieses su competitividad con los de otras naciones. Con el final del conflicto contra Paraguay, el gobierno brasileño buscó reparar los daños sufridos por las embarcaciones y reequiparlas, posibilitando que Brasil tuviese una de las diez marinas de guerra más poderosas del mundo en aquel momento.

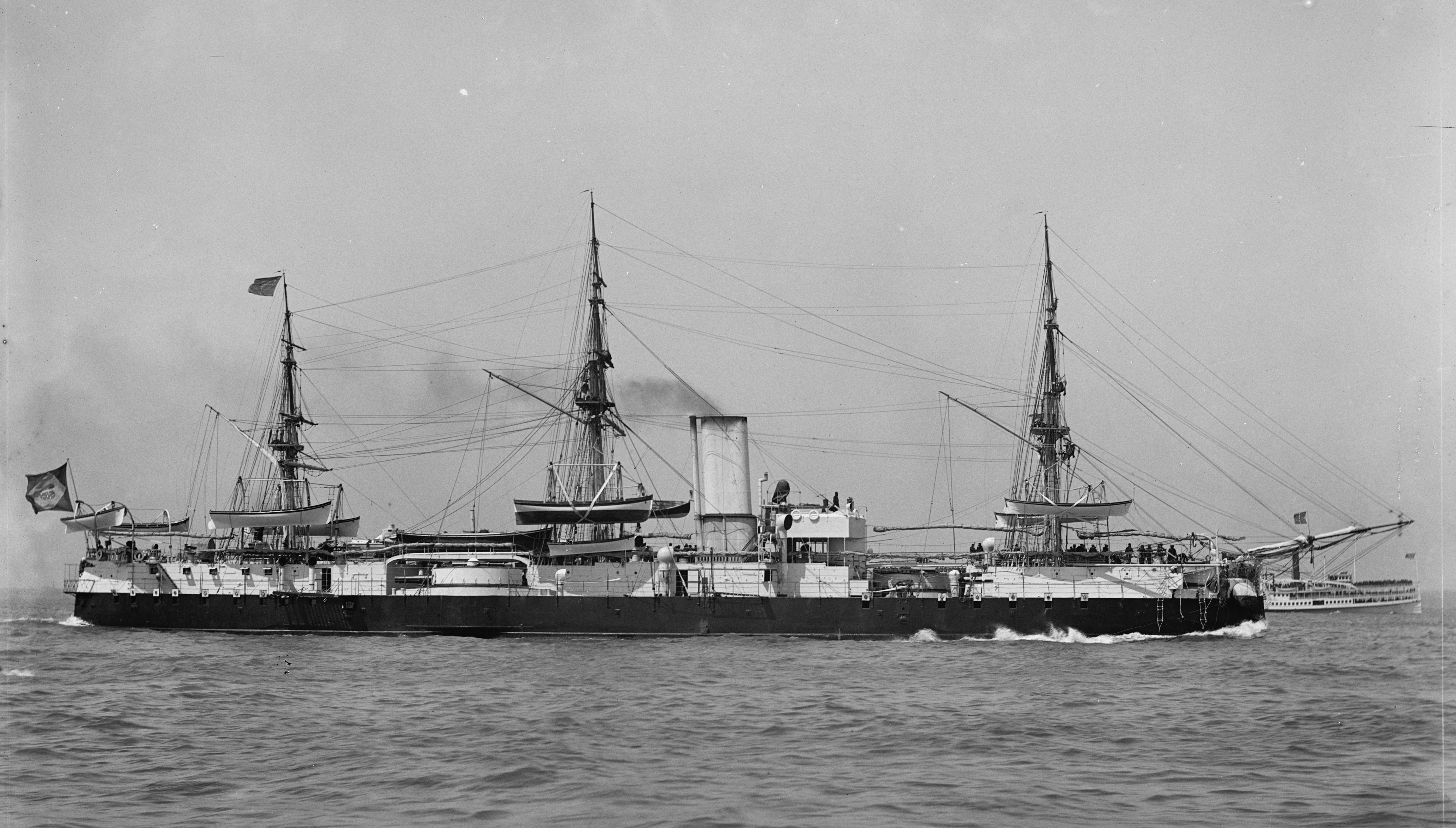
El acorazado Aquidabã, 1893.

Durante la década de 1870, el Imperio brasileño tuvo por objetivo fortalecer aún más su Armada frente a una posibilidad de un conflicto armado con Argentina. Así, adquirió una cañonera y una corbeta en 1873, un acorazado y un monitor en 1874 y luego dos cruceros y otro monitor. El inicio de la década de 1880 reveló que el crecimiento de la Armada continuaría, pues los Arsenales de la Marina de Río de Janeiro, Bahía, Pernambuco, Pará y Mato Grosso continuaron construyendo decenas de buques de guerra. Cuatro torpederos fueron comprados, se creó la Escuela Práctica de Torpedos para plazas y se instaló un taller de fabricación y reparación de torpedos y aparatos eléctricos en el Arsenal de Marina de Río de Janeiro el 30 de noviembre de 1883. Este mismo Arsenal construyó las cañones a vapor: Iniciadora, Carioca, Camocim, Cabedelo y Marajó, además del patache Aprendiz, todos con cascos de hierro y acero, y no más de madera (los primeros del tipo construidos en el país). Sin embargo, la cúspide de la Armada Imperial ocurrió con la incorporación de los acorazados de alta mar Riachuelo y Aquidabã (ambos dotados de tubos lanza-torpedos) en 1884 y 1885, respectivamente. La obtención de estos barcos permitió a Brasil permanecer "entre las potencias navales del mundo".

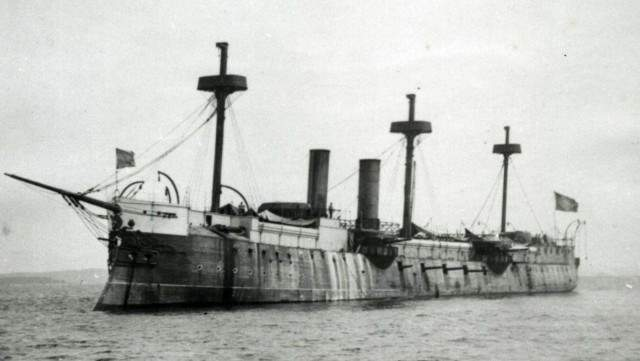
Crucero protegido Tamandaré, 1890.

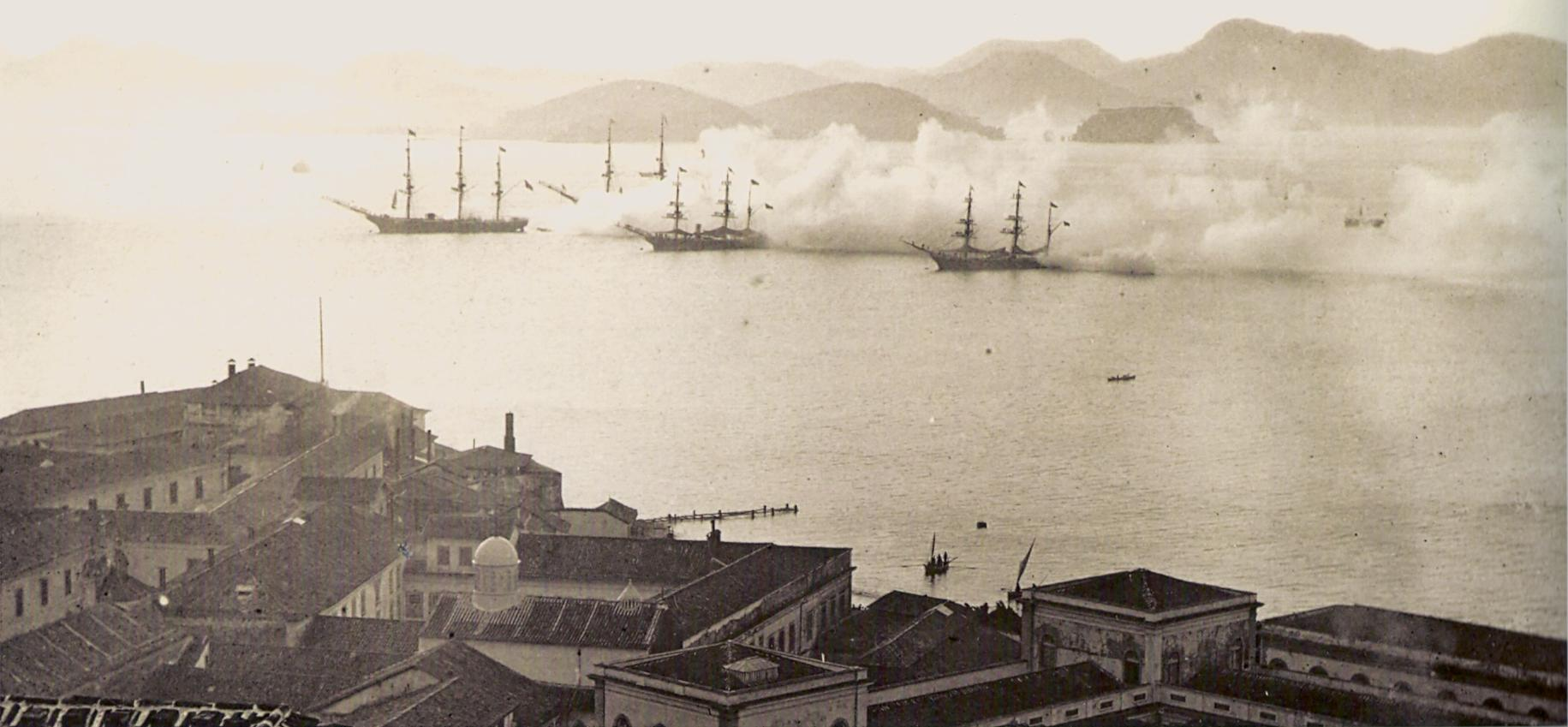
Armada Imperial en entrenamiento de tiro en la Bahía de Guanabara, Río de Janeiro, 1870.

En el último gabinete del régimen monárquico el ministro de la Marina almirante José de la Costa Azevedo, barón de Ladário, dejó un amplio proyecto que estaba a punto de realizarse para la reorganización del personal e instituciones de la Armada. En 1889, el Batallón Naval poseía 454 plazas y los Imperiales Marineros, 3.218 plazas. 
El Golpe de Estado que instauró la República en Brasil no fue bien aceptado por los militares de la Armada Imperial. Los marinos fueron rechazados a tiros al dar vivas al emperador cuando éste estaba atrapado en el Palacio Imperial. El marqués de Tamandaré imploró a su amigo Don Pedro II que le permitiera contrarrestar con las armas el golpe, pero éste le negó tal posibilidad. El viejo y leal marinero, ya bordeando los noventa años de edad, sería arrestado por orden del dictador Floriano Peixoto bajo la acusación de financiar a militares monárquicos en la Revolución Federalista. El barón de Ladário se mantuvo en contacto con la Familia Imperial en el exilio buscando maneras de restaurar el régimen depuesto, pero acabó relegado al ostracismo por el gobierno republicano. El almirante Saldanha da Gama lideró la Revuelta de la Armada con el objetivo de resucitar el Imperio y unió fuerzas con otros militares monárquicos que se encontraban en Río Grande del Sur. Todas las tentativas restauradoras fueron aplastadas por el gobierno republicano. Los oficiales monárquicos de alta graduación fueron arrestados, alejados o fusilados sin el debido proceso legal, y sus subordinados sufrieron penas crueles. Este infierno completo sufrido por los cuadros de la Armada explica cómo fue posible que una institución tradicionalmente leal a la monarquía se volviera "súbitamente" republicana.

## República

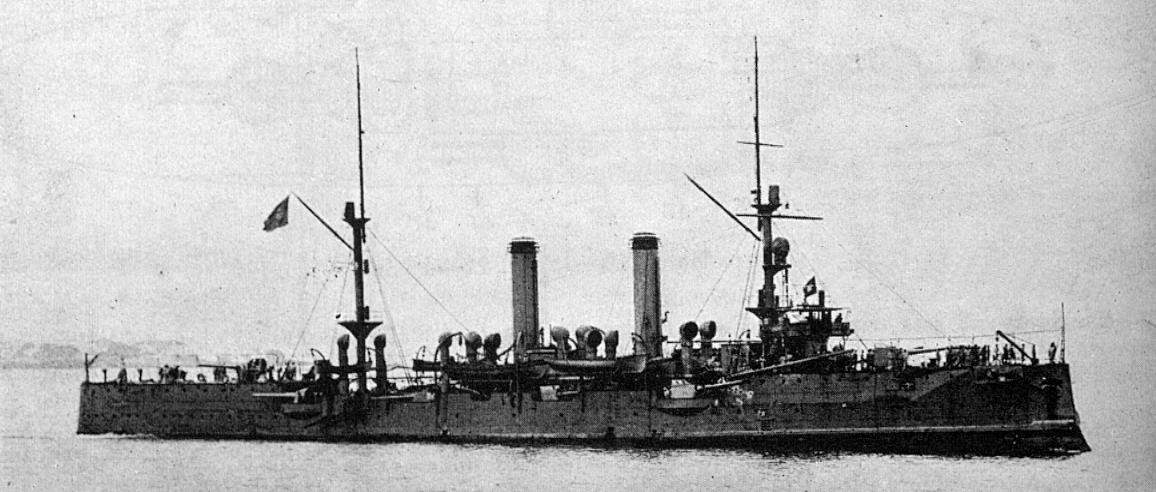
Crucero protegido Almirante Barroso, 1896

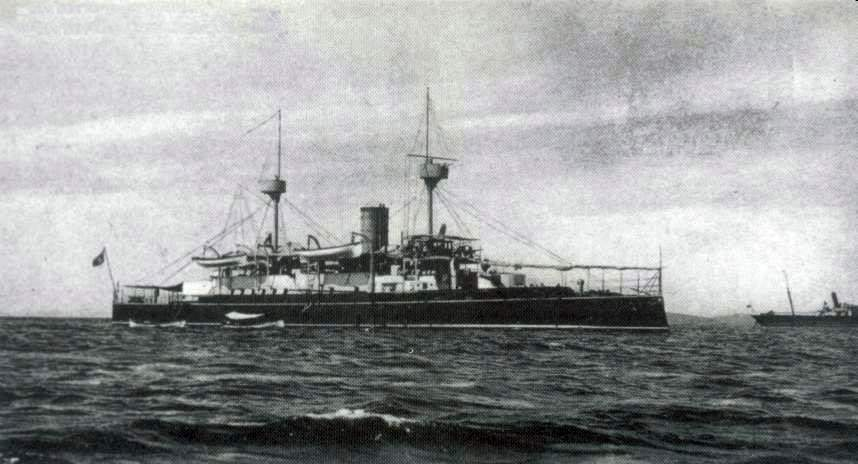
Buque de defensa costera Floriano en 1899.

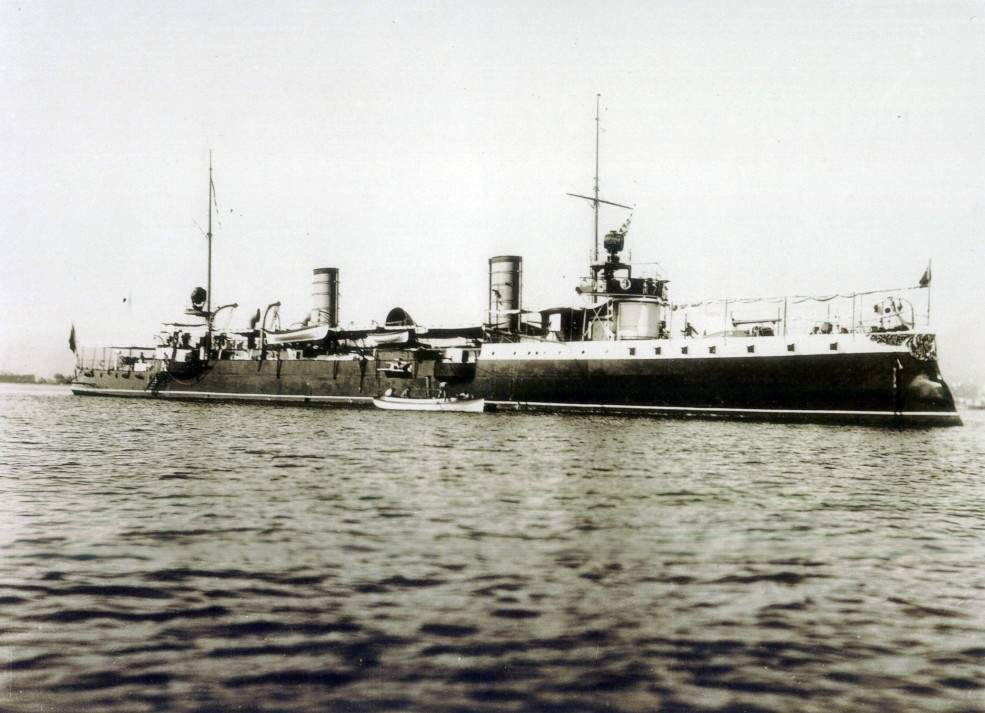
Crucero-torpedero Tupi en 1900.

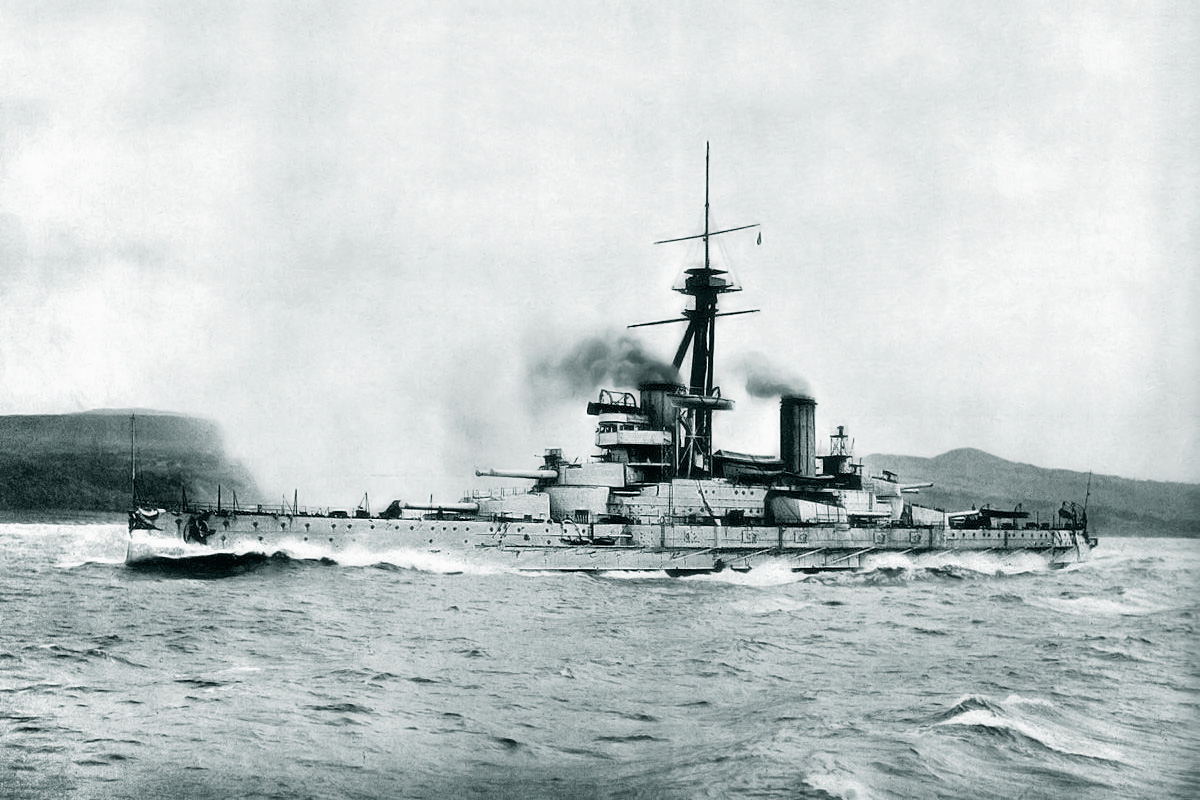
El acorazado brasileño São Paulo, 1910.

Con el golpe militar que condujo a la proclamación de la República Brasileña (1889), se acentuó el declive de la construcción naval en el país. Durante cuatro décadas, entre 1890 y 1930 no ocurrieron lanzamientos de nuevos medios flotantes por el Arsenal de Marina de Río de Janeiro. El foco de los gobiernos republicanos pasó a ser equipar al Ejército para combatir los levantamientos internos, lo que no fue alcanzado de manera satisfactoria debido a las dificultades que el nuevo régimen enfrentó en sus primeros años. Complementariamente, la Marina era percibida como una amenaza al nuevo régimen republicano, pues se había constituido en una de las instituciones más fieles al Imperio y al Emperador D. Pedro II.
La situación se había vuelto precaria en poco más de una década de régimen republicano, ya que el Batallón Naval había sido reducido a 295 soldados y los Imperiales Marineros a 1.904 hombres. Los equipos y barcos adquiridos eran considerados desfasados por los oficiales de la Marina, que criticaban el completo abandono de los talleres de reparación. La participación en dos revueltas, conocidas como Revueltas de la Armada, la segunda declaradamente monárquica, costaron a los oficiales leales a la Constitución brasileña de 1824 y al Emperador no solo sus carreras sino que  también fueron arrestados, alejados y fusilados, sin siquiera haber sufrido proceso formal en la Justicia Militar. Los marineros que obedecieron las órdenes y participaron en el intento de restauración monárquica sufrieron penas crueles. Se observa, sin embargo, que el cuestionamiento directamente involucrado en la Revuelta se refería al texto de la Constitución brasileña de 1891, en lo que se refiere a la vacante del cargo de Presidente de la República.

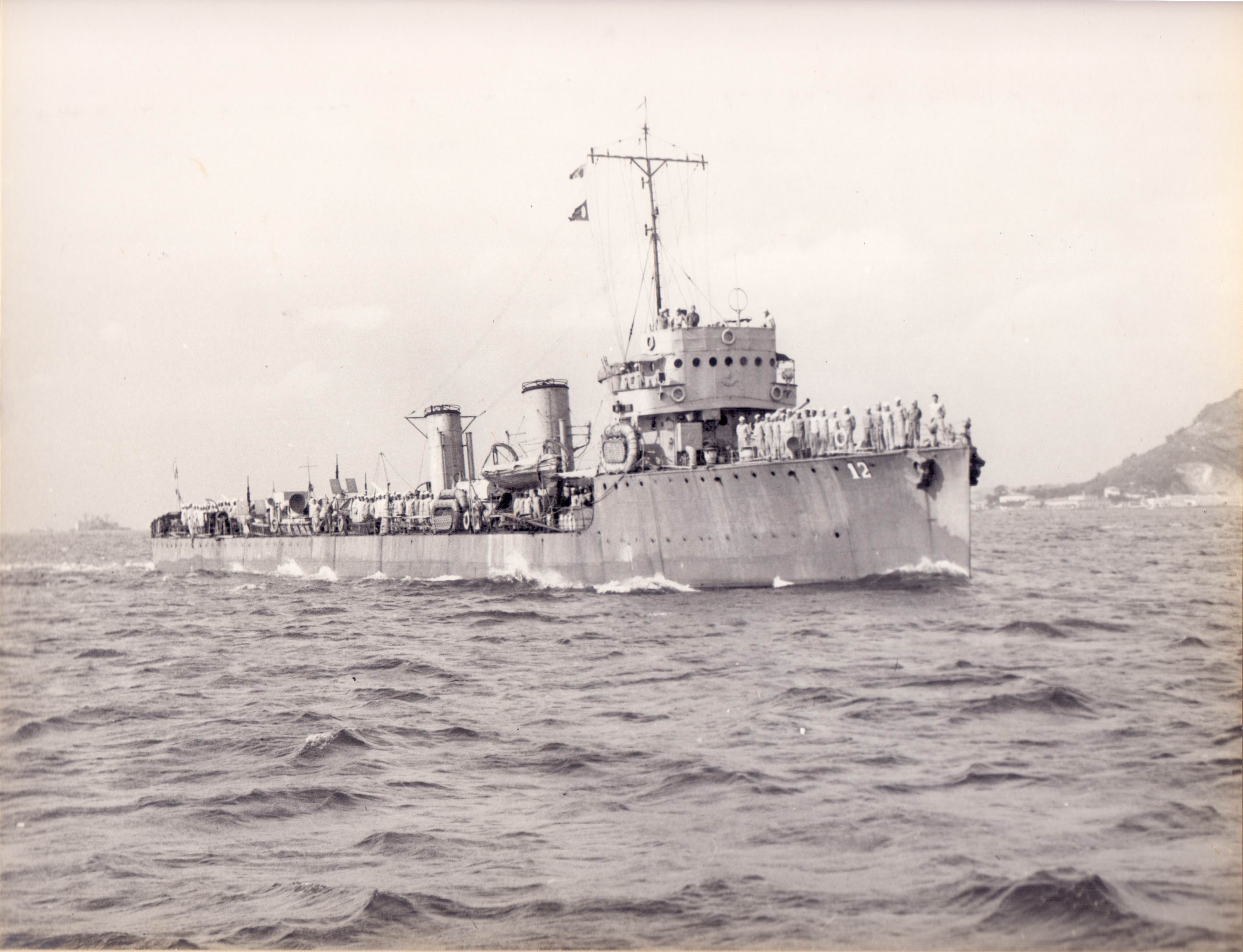
Destructor Maranhão, 1942

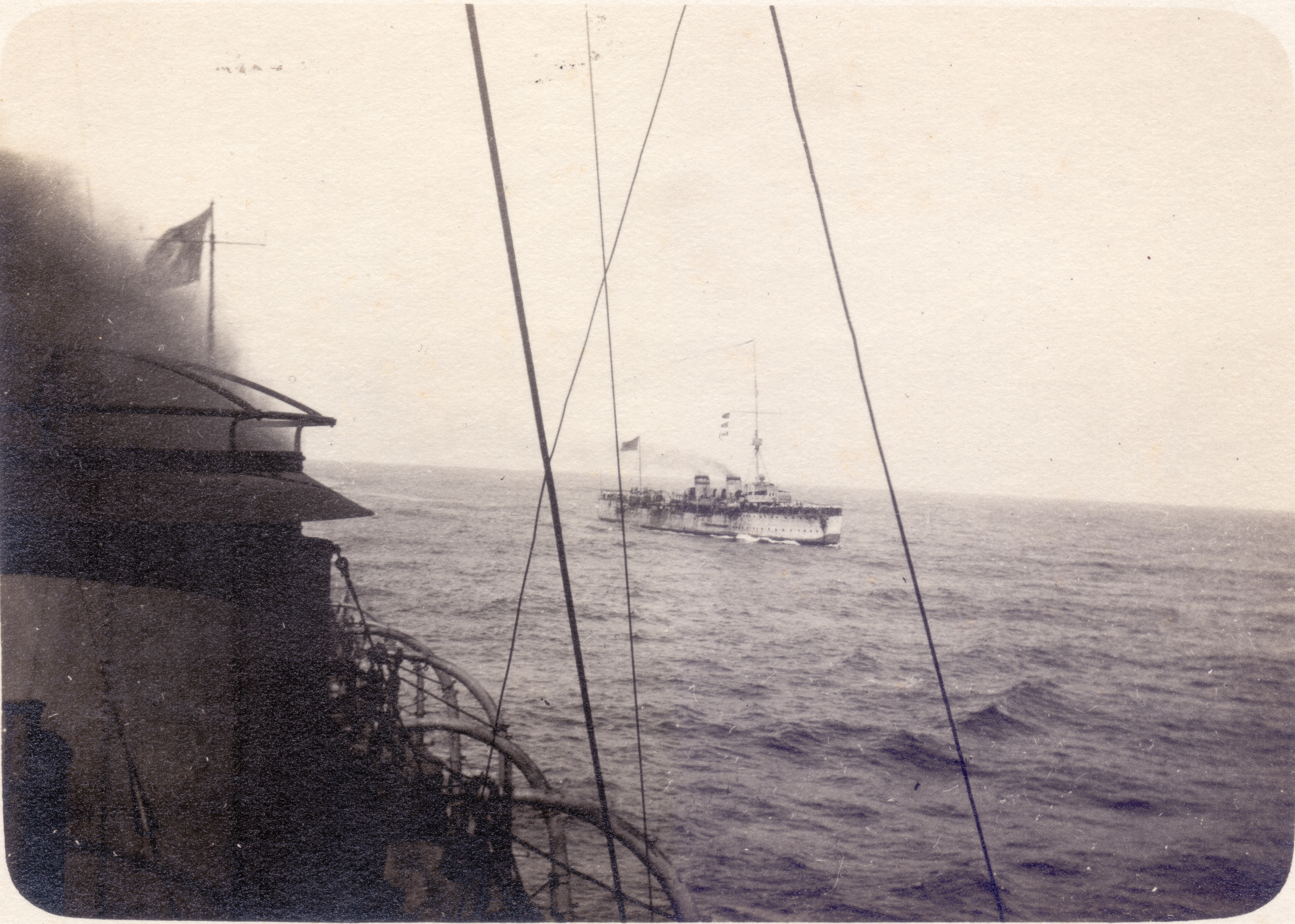
Crucero Rio Grande do Sul escoltando un convoy naval durante la Primera Guerra Mundial.

A principios del siglo XX la fuerza naval brasileña se había vuelto obsoleta. En 1903, el ingeniero naval italiano, general Vittorio Cuniberti, había escrito una serie de artículos publicados en la revista Jane's Fighting Ships, donde preconizaba el cambio radical vivido en los buques de guerra. De acuerdo con el autor, los barcos de guerra deberían estar equipados solo con grandes cañones, desarrollar altas velocidades (20 nudos) y disponer de blindajes gruesos (12 pulgadas o 30,48 cm). En aquel momento, esas concepciones parecían utópicas pero, apenas dos años más tarde, en 1905 se botó el Aki en Japón y, al año siguiente, en 1906, el HMS Dreadnought en Gran Bretaña. Con la construcción de esas embarcaciones se inició una carrera naval y armamentística entre las potencias industrializadas, principalmente entre los imperios británico y alemán pero, también, el japonés y las repúblicas de los Estados Unidos y Francia.
En Brasil, por cuestiones de soberanía, el barón del Río Branco se convirtió en el gran defensor del mantenimiento de una marina de guerra que se pudiera equiparar a las de las naciones más poderosas. En este sentido, durante el gobierno del presidente Alfonso Pena, siendo el mariscal Hermes da Fonseca, Ministro de la Guerra, se aprobó el proyecto de modernización de la escuadra brasileña, iniciado en 1906. Por su parte, fueron encargados a los astilleros ingleses los acorazados (Dreadnought) Minas Gerais, São Paulo y Río de Janeiro, de los cuales solo los dos primeros llegaron al país, una vez que se canceló el pedido del último por falta de fondos.
A finales de noviembre de 1910 estalló la Revuelta de la Chibata, movimiento organizado por los marineros por la abolición de los castigos físicos y mejora de las condiciones de trabajo en la institución, bajo la amenaza de bombardear la entonces capital del país, la ciudad de Río de Janeiro. Aunque exitosos en las justas reivindicaciones la represión que siguió a los participantes fue violenta e implacable. 
Después de la declaración de Guerra a los Imperios Centrales en octubre de 1917, la Marina Brasileña participó en la Primera Guerra Mundial con el envío en 1918 de la División Naval en Operaciones de Guerra (DNOG) al teatro de operaciones del mar Mediterráneo, así como el envío de pilotos al frente francés que fueron integrados a la Real Fuerza Aérea Británica.

### La Segunda Guerra Mundial

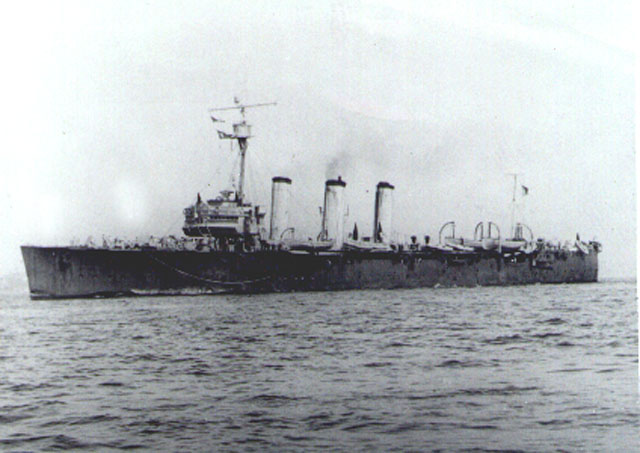
El crucero Bahía en 1944.

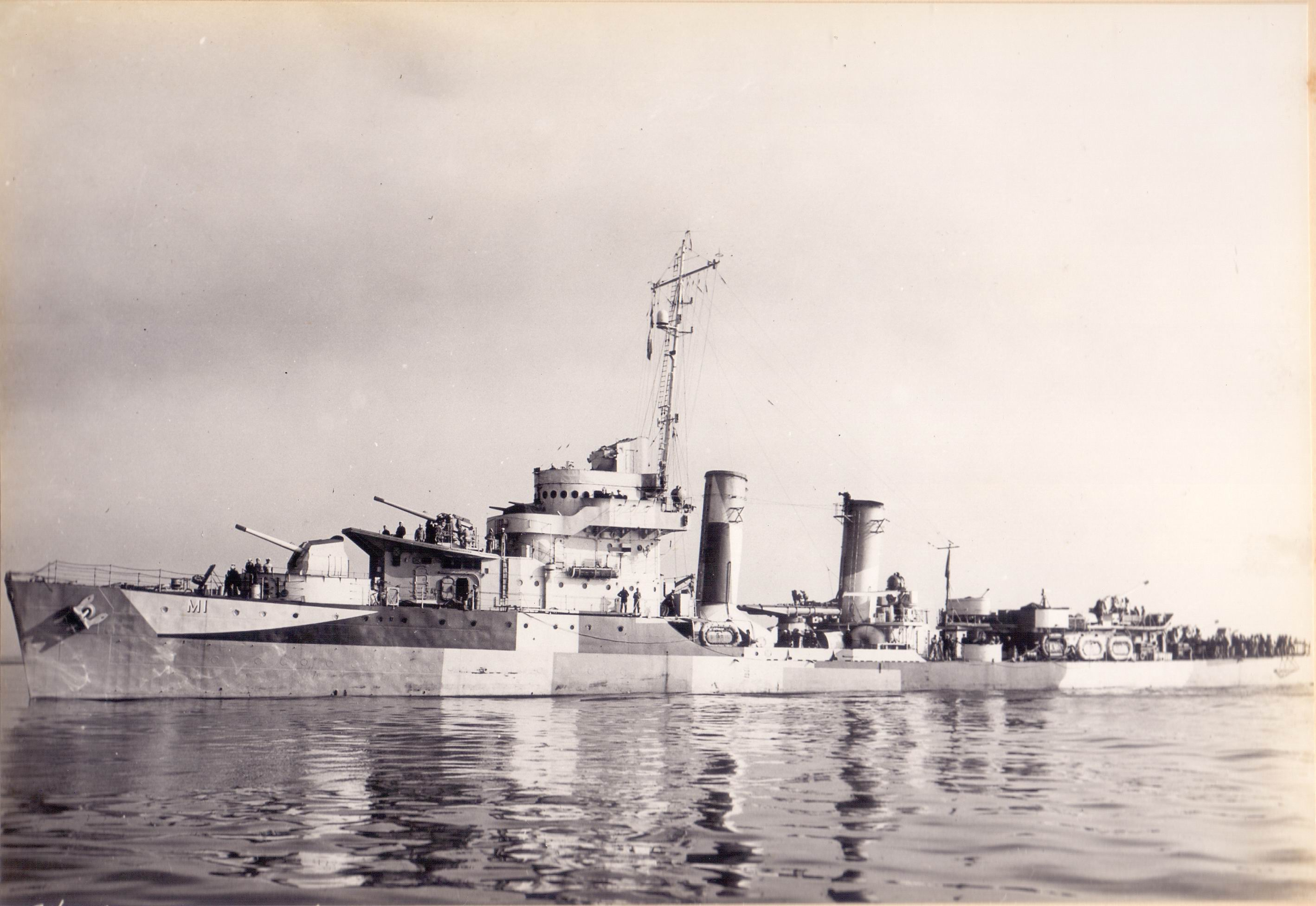
Destructor Marcílio Dias, 1944.

Obsoleta en términos de medios e incapaz de garantizar la seguridad en el litoral brasileño, a principios de 1942, con la deflagración de la Guerra Submarina por la Marina Alemana, con el fin de aislar el Reino Unido y la entonces Unión Soviética de los suministros y materiales necesarios al esfuerzo de guerra aliado a partir del continente americano, la Marina de Brasil se vio obligada a, entre 1942 y 1944, subordinarse a la Marina de los Estados Unidos. En este período se establecieron varias bases navales en las regiones Norte y Nordeste de Brasil, donde fue sede del Comando Aliado del Atlántico Sur.

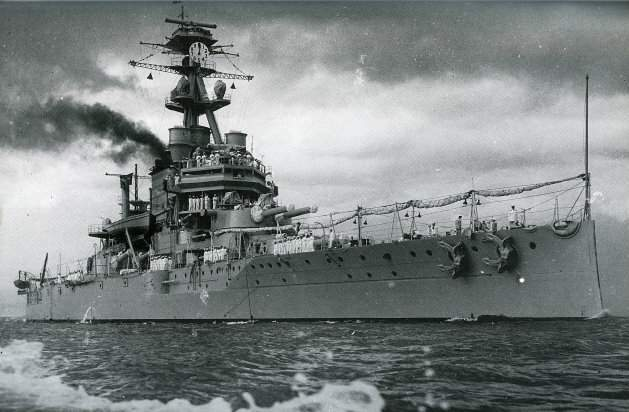
Acorazado de Escuadra Minas Gerais en 1942.

La Marina Brasileña participó activamente de la guerra antisubmarina no solo en el Atlántico Sur, sino también en la zona central del Atlántico, además de participar en la lucha antisubmarina, pero dentro de sus limitaciones y con la ayuda de recursos recursos norteamericanos   -submarina en el Caribe y la custodia de trenes para el norte de África y el mar Mediterráneo. De ese modo, fue responsable, entre 1942 y 1945, por la conducción de 574 operaciones de tren envolviendo la protección de 3.164 buques mercantes de varias nacionalidades. De ellos, los submarinos enemigos lograron hundir solo tres embarcaciones. Según la documentación de la Marina Alemana, la Marina Brasileña efectuó, a lo largo del conflicto, 66 ataques contra submarinos germánicos.
Cerca de 1.100 brasileños murieron en la Batalla del Atlántico, debido al hundimiento de los 32 barcos de la Marina Mercante de Brasil y 1 buque de la Marina de Guerra. Entre los 972 muertos en hundimientos de barcos de la marina mercante, 470 eran tripulantes y 502 eran pasajeros civiles. Además de ellos, murieron 99 marineros de la Marina de Brasil en el hundimiento del Vital de Oliveira cuando este fue atacado por submarinos alemanes; además de unos 350 muertos en accidentes que resultaron en el hundimiento de la corbeta Camaquã, el 21 de julio de 1944, cuando murieron 23 tripulantes del crucero Bahía que explotó accidentalmente y se hundió el 4 de julio de 1945 muriendo sus 333 tripulantes.

### Guerra de la Langosta

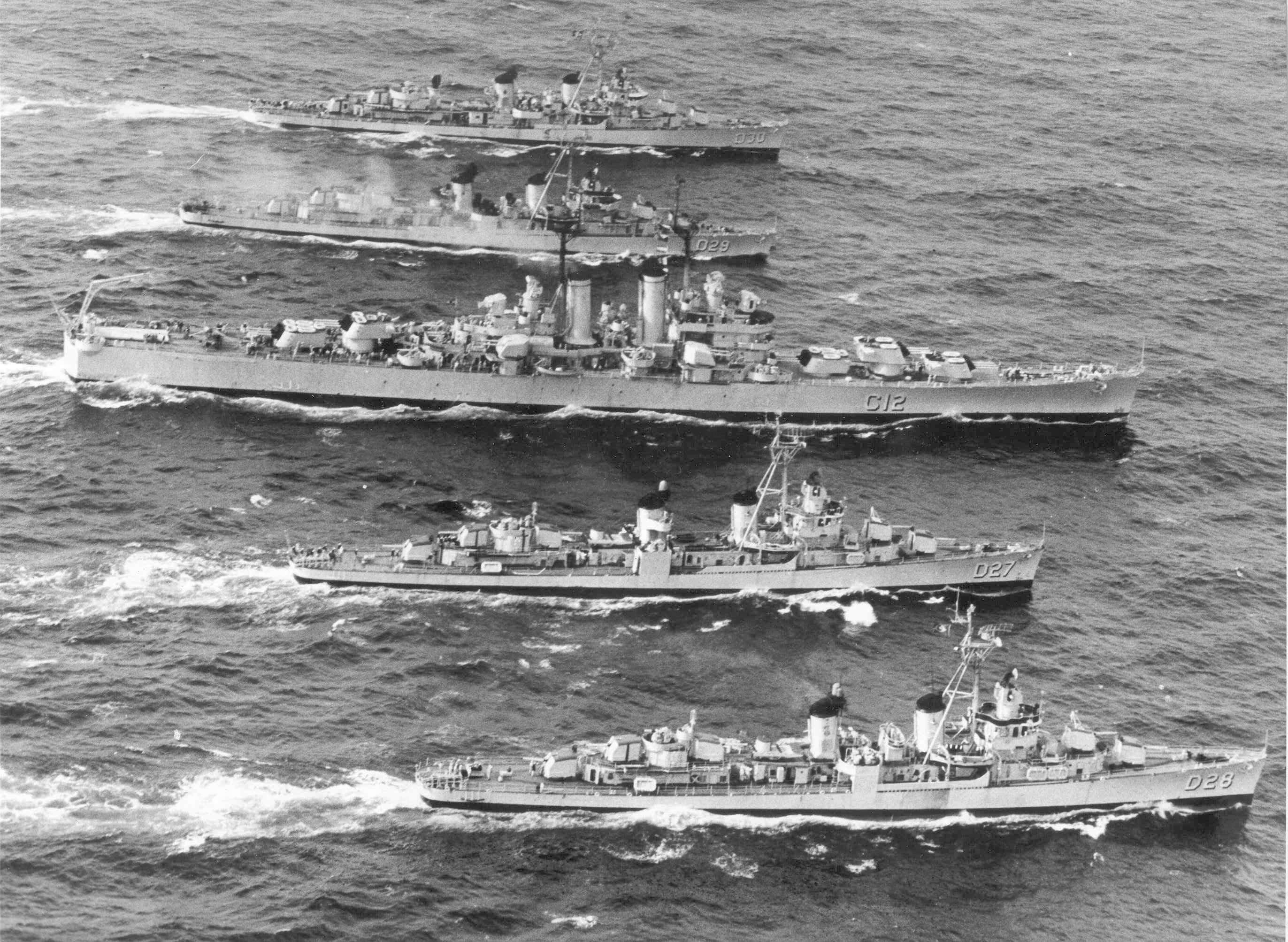
Fuerza tarea de la Marina de Brasil enviada para repeler buques franceses durante la "guerra de la langosta". Foto: 4 destructores de la clase Fletcher y el crucero ligero Tamandaré.

La Guerra de la Langosta (también conocida como la Operación de la Langosta) es un nombre irónico dado a una disputa sobre la pesca de la  Langosta espinosa que ocurrió entre 1961 y 1963 entre Brasil y Francia. El gobierno brasileño se negó a permitir que los pesqueros franceses capturen langostas espinosas a 100 millas de la costa noreste de Brasil, argumentando que las langostas "se arrastran a lo largo de la plataforma continental", mientras que los franceses sostuvieron que las "langostas nadan" y que, por lo tanto, podrían ser atrapadas por cualquier barco pesquero de cualquier país. La disputa fue resuelta unilateralmente por Brasil, que extendió sus aguas territoriales a una zona de 200 millas, tomando la cama de langostas en disputa. El 21 de febrero, el gobierno francés envió un destructor de clase T 53 para vigilar a los barcos de pesca franceses. El barco francés se retiró después de la llegada de un buque de guerra brasileño y del portaaviones NAeL Minas Gerais (A-11).
Si bien este histórico incidente de diplomacia coercitiva pudo haber ocurrido mucho antes de la redacción de la UNCLOS, la disputa terminó con la firma de un acuerdo el 10 de diciembre de 1964, que otorgó a veintiséis barcos franceses el derecho a pescar por un período que ya no existe, más de cinco años, debido a que entregaron a los pescadores brasileños una cierta cantidad de ganancias sobre sus actividades pesqueras en las llamadas "áreas designadas".

### Régimen militar 1964

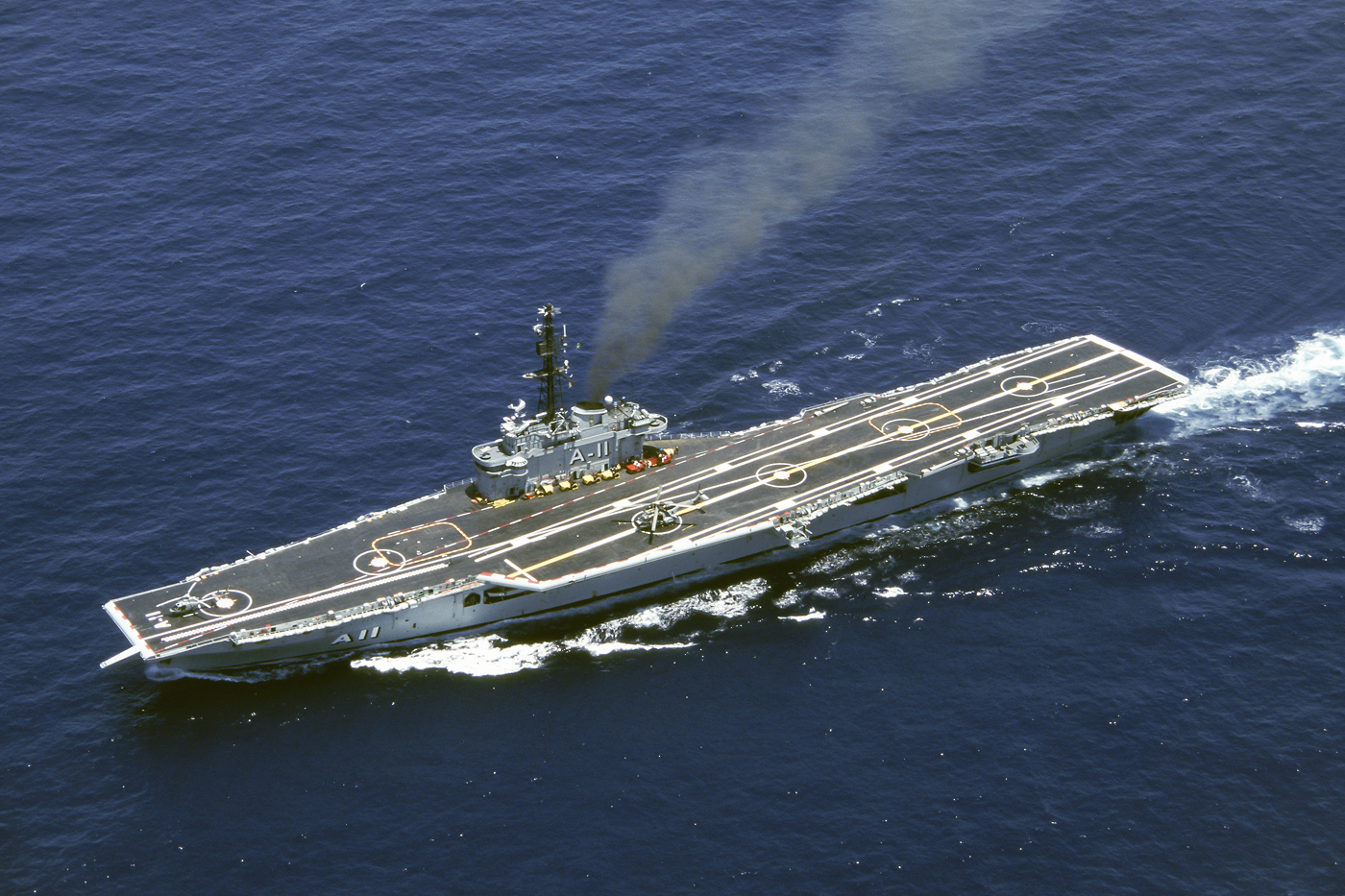
El portaaviones Minas Gerais (A11) en 1979.

Embajada oficial contra los castigos físicos, que eran una institución desde la Revolución de Chibata de finales de 1910, mejora de las condiciones de trabajo y el plano de la carrera y motivos de las definiciones de la tropa en el año dos. La alta oficialidad estaba influida por los medios conservadores y no atendían las reivindicaciones de los trabajadores ni de los soldados, estando estos últimos influidos por líderes como el cabo Anselmo. A esto se sumó la incapacidad política del presidente de la república, João Goulart,  en el medio de la educación y el hábito de la jerarquía militar y de la autoridad de los comandantes de Navarra, el Golpe de Estado en Brasil en 1964 por acción u omisión.
Las purgas posteriores, no solo en la marina sino en todas las fuerzas armadas, así como el establecimiento de reglas sobre qué se podía o no criticar en la política.

### Fin de la guerra fría, décadas de 1980 y 1990
La construcción de las corbetas Julio de Noronha y Frontin en el astillero Verolme fue interrumpida debido a la moratoria preventiva del astillero, llevando a la Marina a terminar la construcción en el AMRJ. La entrega de la corbeta Inhaúma se dio en diciembre de 1989. La integración del sistema de armas se prolongó hasta 1991, cuando comenzó su evaluación operacional. El barco fue entregado con muchas carencias e imperfecciones, que fueron corregidas posteriormente en el proyecto de la corbeta Barroso.
El proyecto de las corbetas preveía la construcción de 16 barcos, pero debido a la falta de recursos el número fue reducido a 4, obligando al almirante Saboia a adquirir 4 fragatas de la clase Garcia ex-U.S. Para cubrir la laguna dejada por la baja de los antiguos destructores. Se adquirieron también dos buques de desembarque Doca (NDD) de la clase "Thomaston", Río de Janeiro y Ceará, abandonando el plan original de un NDD de construcción local.
La disolución de la URSS en diciembre de 1991 y su sustitución por la Comunidad de Estados Independientes (CEI) acabó dejando a los Estados Unidos de América como única superpotencia. La amenaza submarina soviética desapareció y Estados Unidos pasó a tener un mayor grado de libertad en su política exterior, involucrándose en varios conflictos desde entonces.
La Marina de Brasil continuó dando marcha a su programa de construcción naval.

## Estructura de mando
El comando de la Marina es el órgano responsable de la Marina de Brasil. El organismo nació el 10 de junio de 1999 mediante la extinción del Ministerio de la Marina de Guerra [6] y su transformación en Comando. Es directamente subordinado al Ministro de Defensa y es comandada por un almirante de la escuadra nombrada por el presidente de la República.

### Jerarquía

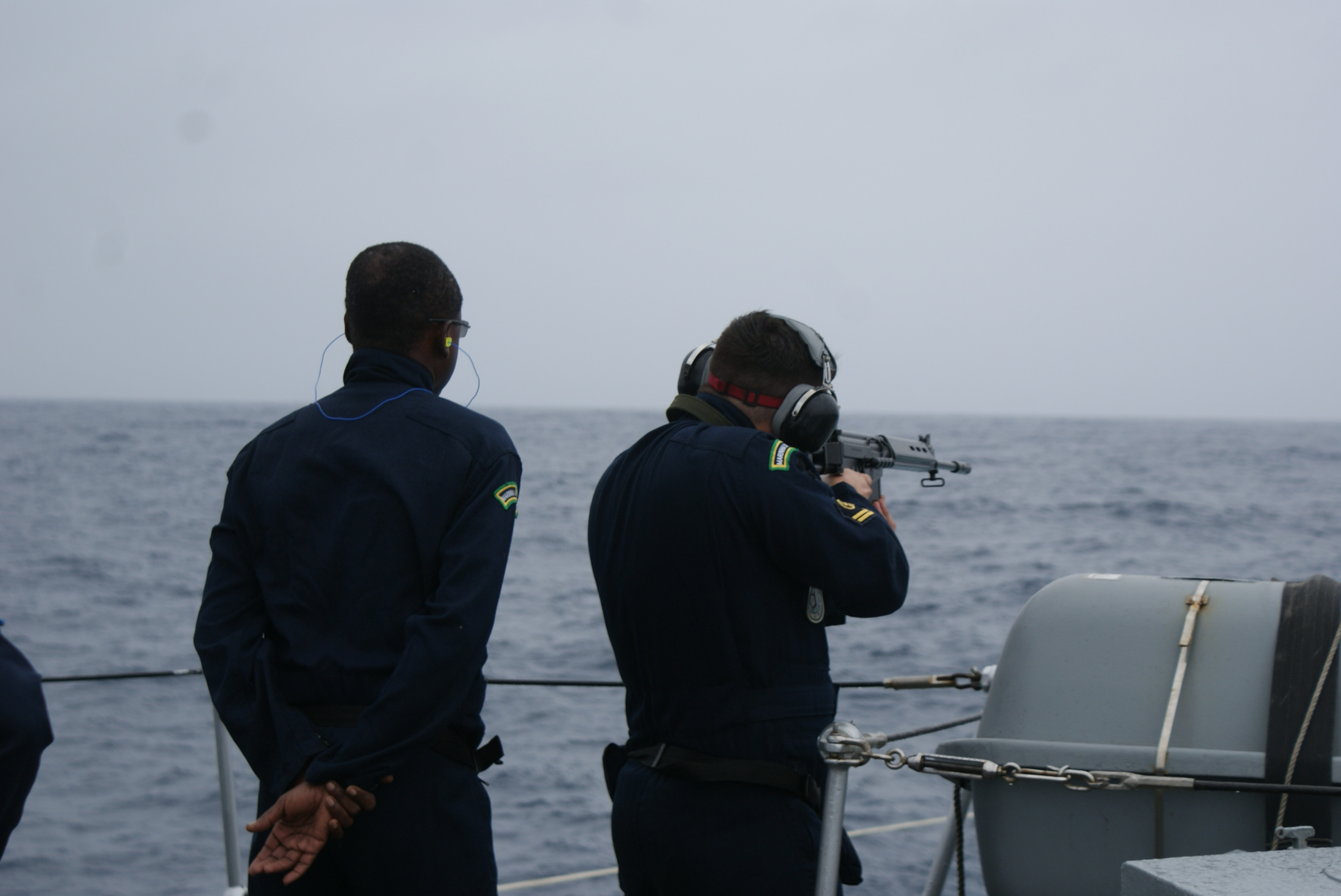
Marineros brasileños entrenando con fusil a bordo de la fragata Liberal (F43).

El ordenamiento jerárquico de los oficiales de la Marina de Brasil es hecho por círculos; dentro de un mismo círculo, por puestos y, dentro de un mismo puesto, por la antigüedad en el puesto:
- Círculo de Oficiales-Generales

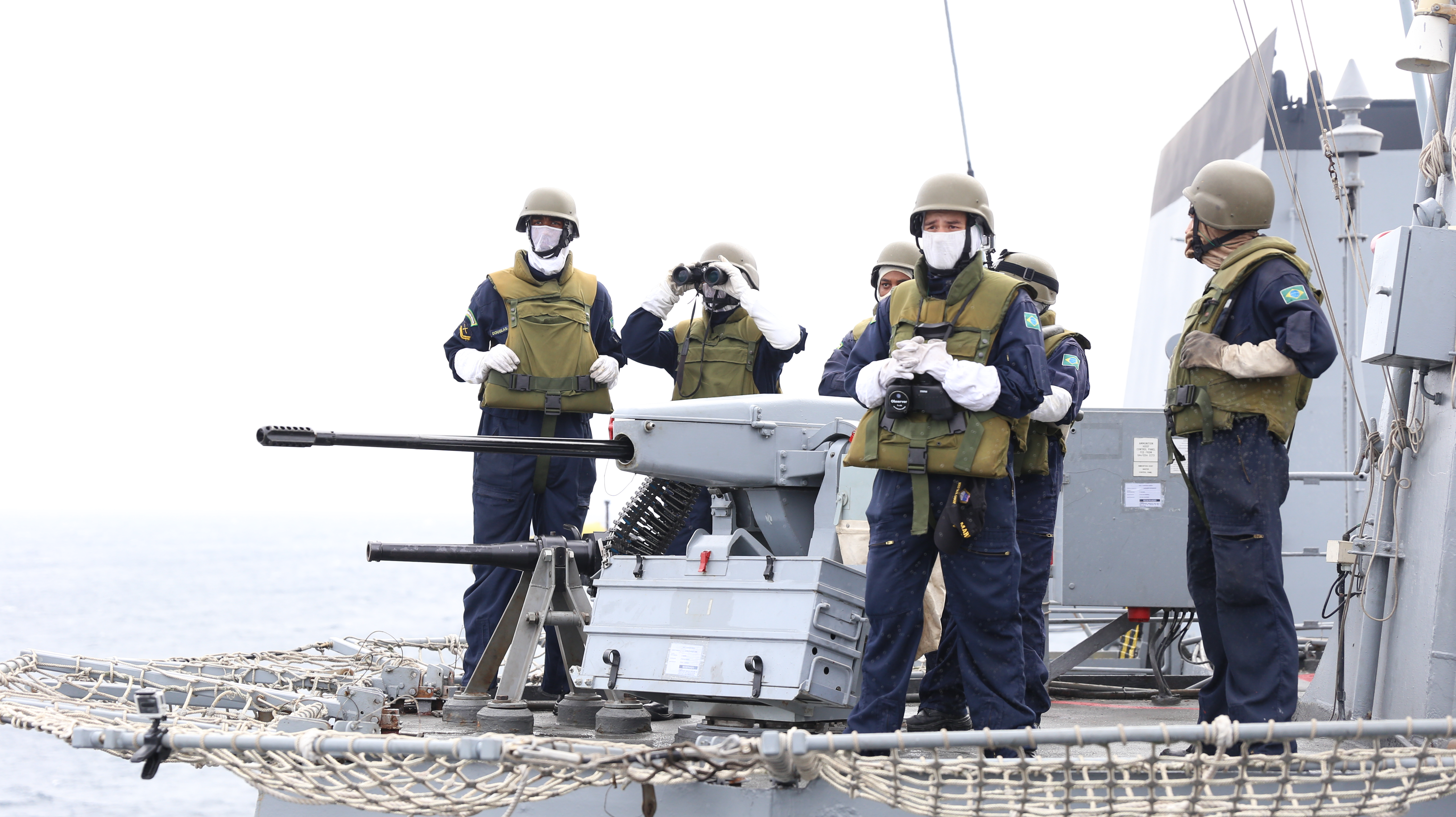
Guarnición de marineros del cañón de 20mm de lo buque de desembarque Almirante Saboia (G25) en ejercicio de tiro.

  - Almirante (Alte) (En caso de guerra)
  - Almirante de escuadra (Alte Esq)
  - Vicealmirante (V Alte)
  - Contra el Almirante (C Alte)
- Círculo de Oficiales Superiores
  - Capitán de Mar-y-Guerra (CMG)
  - Capitán de fragata (CF)
  - Capitán de Corbeta (CC)
- Círculo de Oficiales Intermedios
  - Capitán-Teniente (CT).
- Círculo de Oficiales Subalternos
  - El primer teniente (primer teniente)

(2.º Ten)
El ordenamiento jerárquico de las plazas de la Marina de Brasil ocurre de forma idéntica al de los oficiales, están divididos por círculos y obedecen a los mismos criterios:
- Círculo de Suboficiales y Sargentos
  - Suboficial (SO)
  - Primero-Sargento (1.º SGT)
  - Segundo-Sargento(2.º SGT)
  - Tercer-Sargento (3.º SGT).
- Círculo de Cables, Marineros y Soldados
  - Cable (CB)
  - Marinero (MN) y Soldado (SD)

## Misión
La misión principal de la Armada es garantizar la defensa de la patria junto con las demás Fuerzas Armadas (artículo 142 de la Constitución Federal). Para cumplir su misión constitucional, la Marina debe preparar y aplicar el poder naval. La Marina, como segundo destino, debe cooperar con el desarrollo nacional y la defensa civil, según lo determine el presidente de la República. 
Como Brasil no tiene una agencia exclusiva que organice, supervise y dirija la Marina Mercante, la costa brasileña y las aguas interiores, también tiene la función de "guardacostas". Estas funciones se definen como tareas subsidiarias y se desglosan a continuación: 
- Dirigir y controlar la Marina Mercante y sus actividades conexas, como aplicable a la defensa nacional;
- Proporcionar la seguridad de la navegación fluvial;
- Contribuir a la formulación y conducción de las políticas nacionales que se relacionan con el mar, y
- Aplicar y vigilar el cumplimiento de leyes y reglamentos, en el mar y aguas interiores, en coordinación con otros órganos del poder ejecutivo, federal o estatal, cuando se hace necesario por competencias específicas.

### Distritos Navales
- 1 ° Distrito Naval de la Marina de Brasil en Río de Janeiro (Río de Janeiro)
- 2.º Distrito Naval de la Marina de Brasil en Salvador (Bahía)
- 3.º Distrito Naval de la Marina de Brasil en Natal (Rio Grande do Norte)
- 4.º Distrito Naval de la Marina de Brasil en Belém (Pará)
- 5.º Distrito Naval de la Marina de Brasil en Río Grande (Rio Grande do Sul)
- 6.º Distrito Naval de la Marina de Brasil en Ladário (Mato Grosso do Sul)
- 7.º Distrito Naval de la Marina de Brasil en Brasilia (Distrito Federal)
- 8.º Distrito Naval de la Marina de Brasil en São Paulo (São Paulo)
- 9.º Distrito Naval de la Marina de Brasil en Manaus (Amazonas)

### Arsenal y Bases Navales
- Arsenal de Marina de Río de Janeiro, Estado de Río de Janeiro
- Base Naval de Río de Janeiro, Estado de Río de Janeiro
- Base de Submarinos de Ilha da Madeira, Estado de Río de Janeiro
- Base Naval de Aratu, Estado de Bahía
- Base Fluvial de Ladario, Mato Grosso del Sur
- Base Naval de Val-de-Cães, Pará
- Base Naval de Natal, Rio Grande do Norte
- Base Almirante Castro e Silva, Estado de Río de Janeiro
- Estación Naval del Río Negro, Amazonas
- Base Aérea Naval de San Pedro de la Aldea, Estado de Río de Janeiro

## Los medios de la Escuadra en la actualidad
En la actualidad, la Escuadra brasileña se encuentra equipada con un porta-helicópteros multipropósito, fragatas Clase Niterói modernizadas, fragatas Clase Greenhalgh, corbetas, buques cisterna, buques de desembarque-muelle, buques de desembarque de carros de combate, buque de transporte de mercancías tropas, submarinos, buque-escuela, buque-velero y buque de socorro submarino.
A esta fuerza en el mar, en los cielos se suman un Escuadrón de Aviones AF-1 (A-4 Skyhawk), un Escuadrón de Helicópteros de Aclaración y Ataque, un Escuadrón de Helicópteros Antisubmarinos, cinco Escuadrones de Helicópteros de Empleo General y un Escuadrón de Helicópteros de Instrucción.
Desde 1980 se ha permitido a las mujeres ingresar a la Marina en funciones administrativas.
La Aviación Naval Brasileña opera desde las embarcaciones de la Marina de Brasil y está subordinada al Comando de la Fuerza Naval que es quien provee de apoyo aéreo en caso de necesidad.

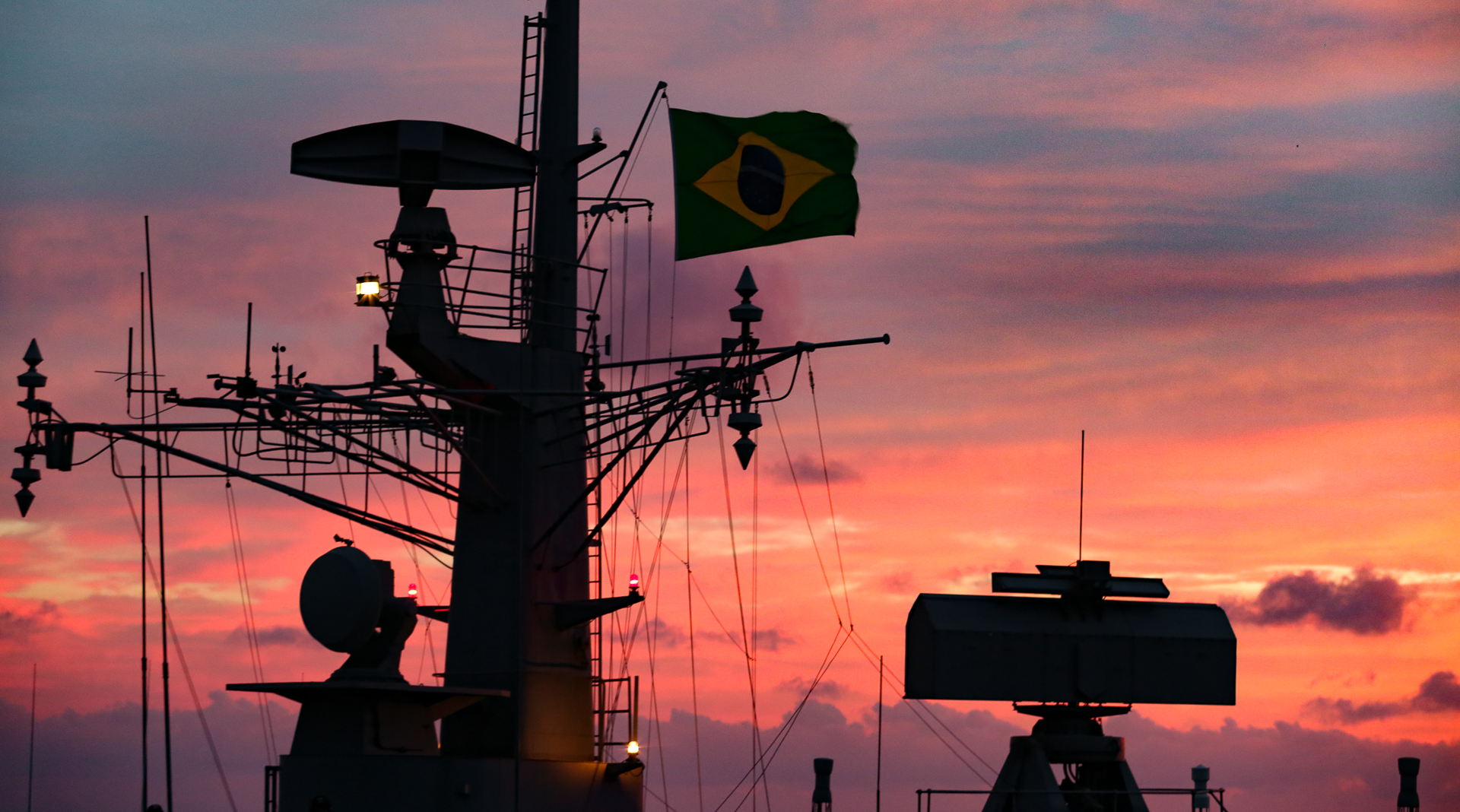
La bandera brasileña y el sistema de radar de la fragata Niterói (F40) en patrulla en la zona económica exclusiva.
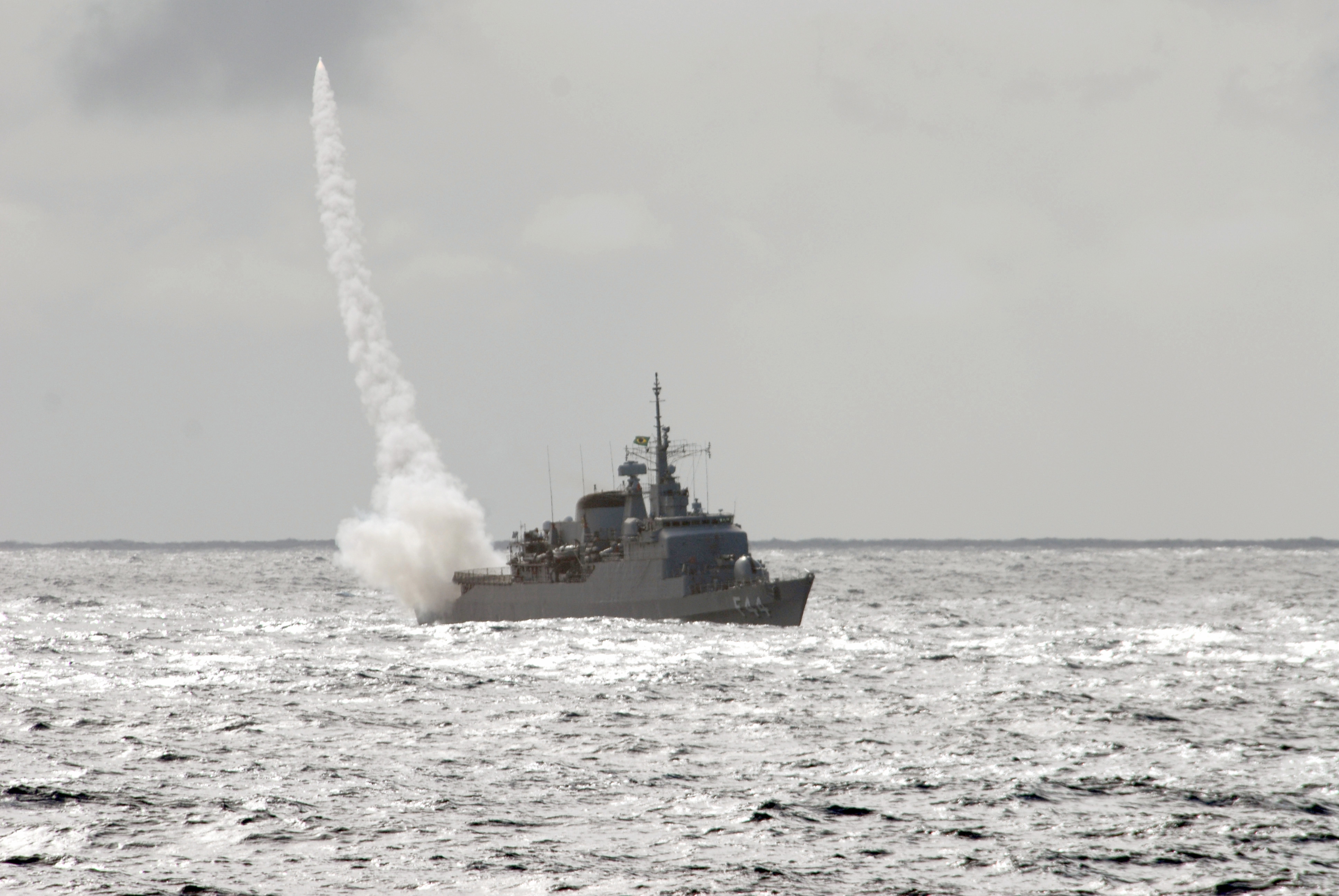
Fragata  Independência  (F44) disparando misiles antiaéreos Aspide.
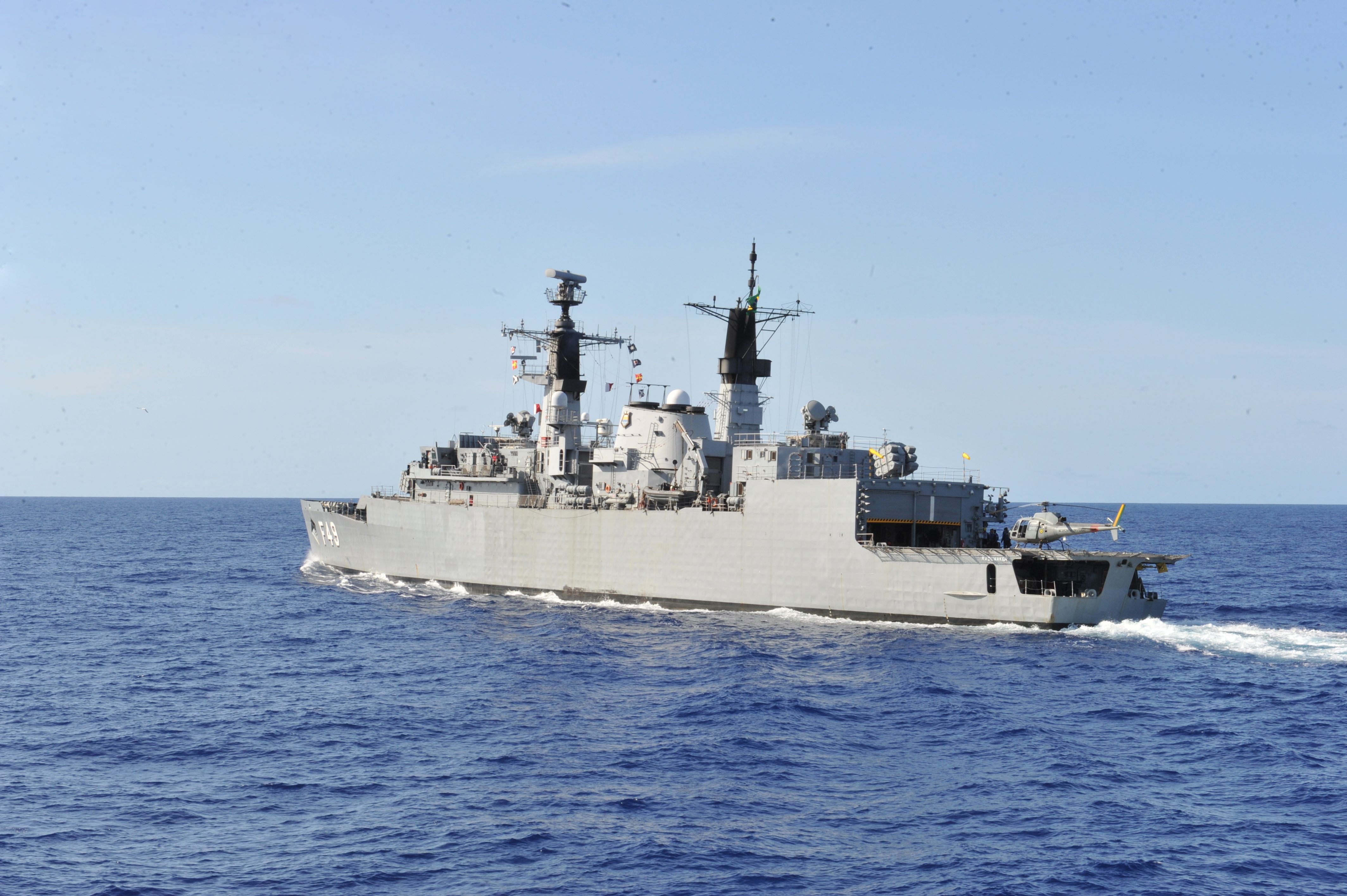
Fragata tipo 22 Rademaker (F49) de la Marina de Brasil en 2016.
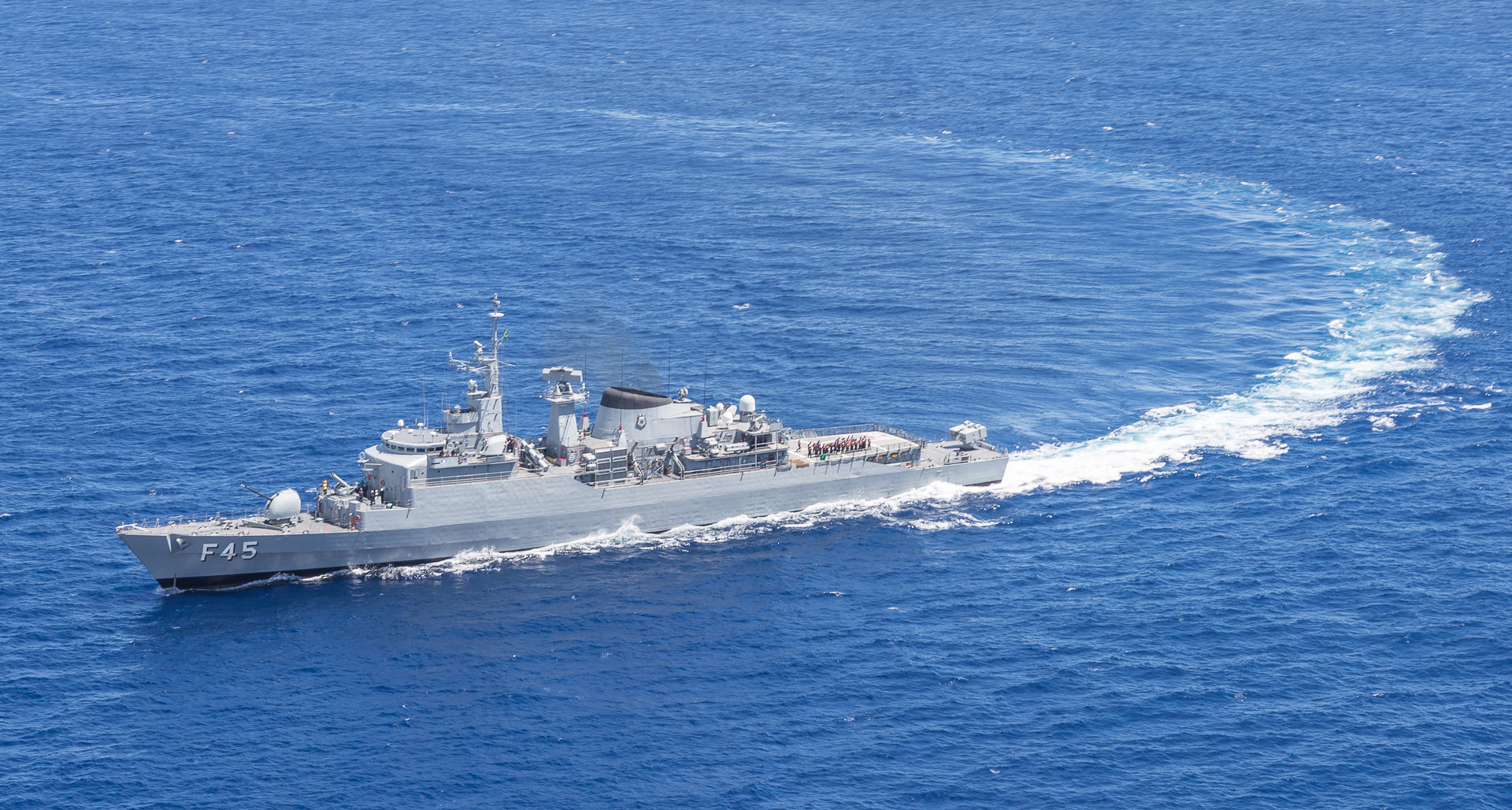
La fragata União (F45) en maniobra.
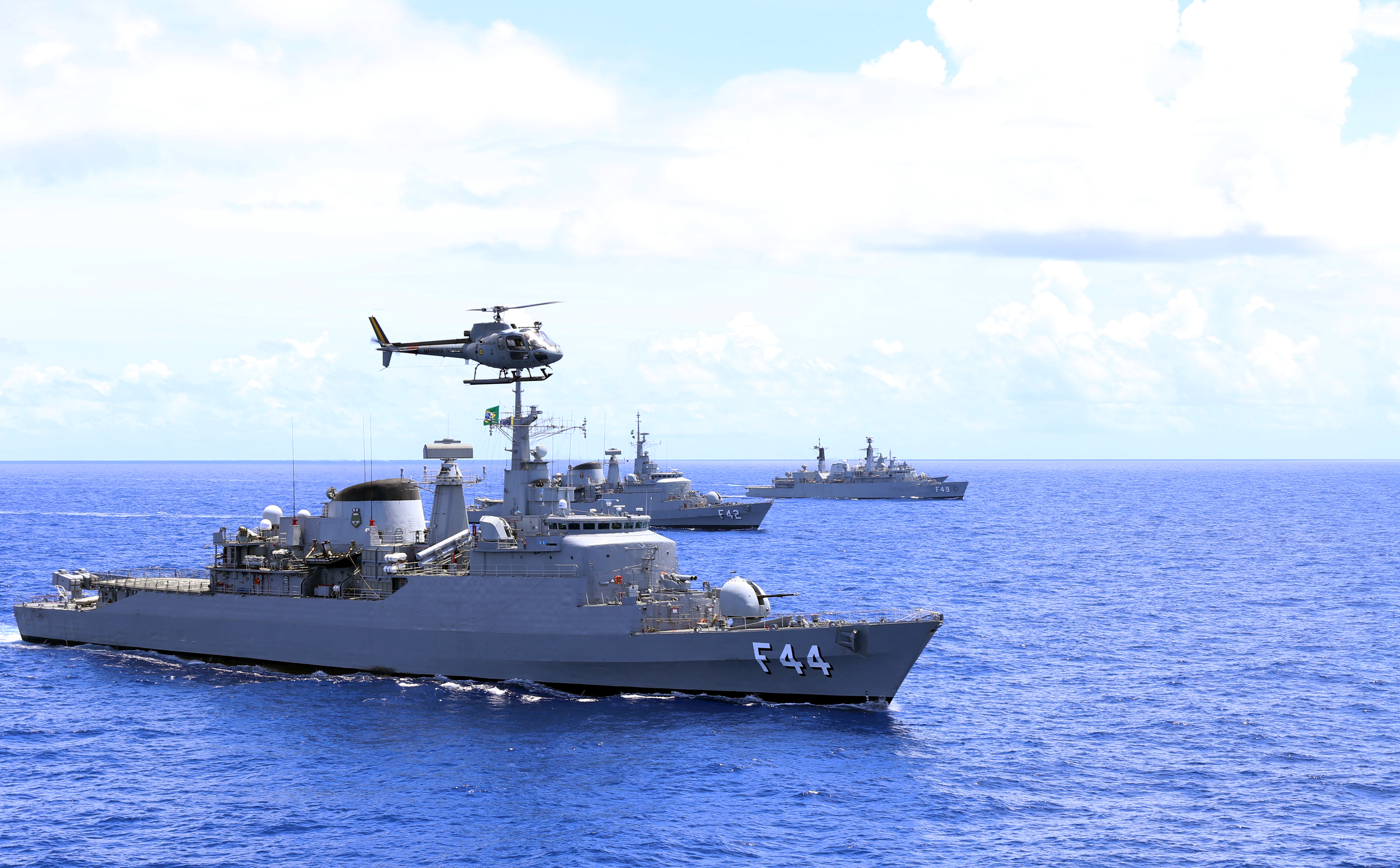
Fuerza tarea compuesto por las fragatas Independência, Constituição, Rademaker y la coberta Barroso. Ejercicio Naval en 2017.

### La Aviación Naval
La Aviación Naval está ubicada en la Base Aérea Naval de San Pedro de la Aldea, donde se realizan el mantenimiento a nivel de parque de todas las aeronaves, y se encuentran el Centro de Instrucción y Adiestramiento Aeronaval y el Comando de la Fuerza Aeronaval. Sin embargo, escuadrones están dispersos por todo el país, proporcionando apoyo aéreo a las organizaciones militares de la Marina allí ubicadas o que estén realizando operaciones en el área.
Es misión del Comando de la Fuerza Aeronaval: "Asegurar el apoyo aéreo adecuado a las Operaciones Navales, a fin de contribuir a la condición de pleno y listo empleo del Poder Naval donde y cuando sea necesario."
La Aviación Naval Brasileña comienza en 1916 con la creación de la Escuela de Aviación Naval. La aviación se desarrolla rápidamente con el pionerismo de la fuerza, con raids aéreos, el correo aéreo militar, precursor del actual Correo Aéreo Nacional, y la participación de aviadores navales brasileños en operaciones reales de patrulla durante la Primera Guerra Mundial, integrando el 10 Grupo de Operaciones de Guerra de la Royal Air Force (RAF).
Con la extinción de la Aviación Naval en 1941, la Marina participó en la Segunda Guerra Mundial sin su componente aéreo orgánico, componente que se mostró indispensable para la conducción de las operaciones de guerra en el mar, como la historia de ese conflicto tan bien demostró. Las marinas de Alemania e Italia, con poderosos buques de superficie, no pudieron operar regularmente por falta de apoyo aéreo. La guerra en el océano Pacífico fue esencialmente una guerra aérea y anfibia. La Segunda Guerra Mundial consagró la aeronave y el portaaviones como los medios preponderantes, colocando a los acorazados y cruceros en segundo plano. Por otro lado, en tierra, la Fuerza Aérea se mostró imprescindible, con función, medios y misiones específicas.
En 1952, resurge la Aviación Naval en su segunda fase, con la recreación del Directorio de Aeronáutica de la Marina y de una estructura organizacional. En el año 1956, la Armada poseía nuevamente sus propios medios aéreos, culminando con la adquisición del portaaviones Minas Gerais (A-11) en 1956, pero restringida al uso de helicópteros.
Con Decreto Presidencial n.º 2.538, de 8 de abril de 1998, la Marina de Brasil recuperó el derecho de operar sus propias aeronaves de ala fija destinadas a operar a partir de sus embarcaciones. En el mismo año se recibieron 23 aviones A-4 Skyhawk.

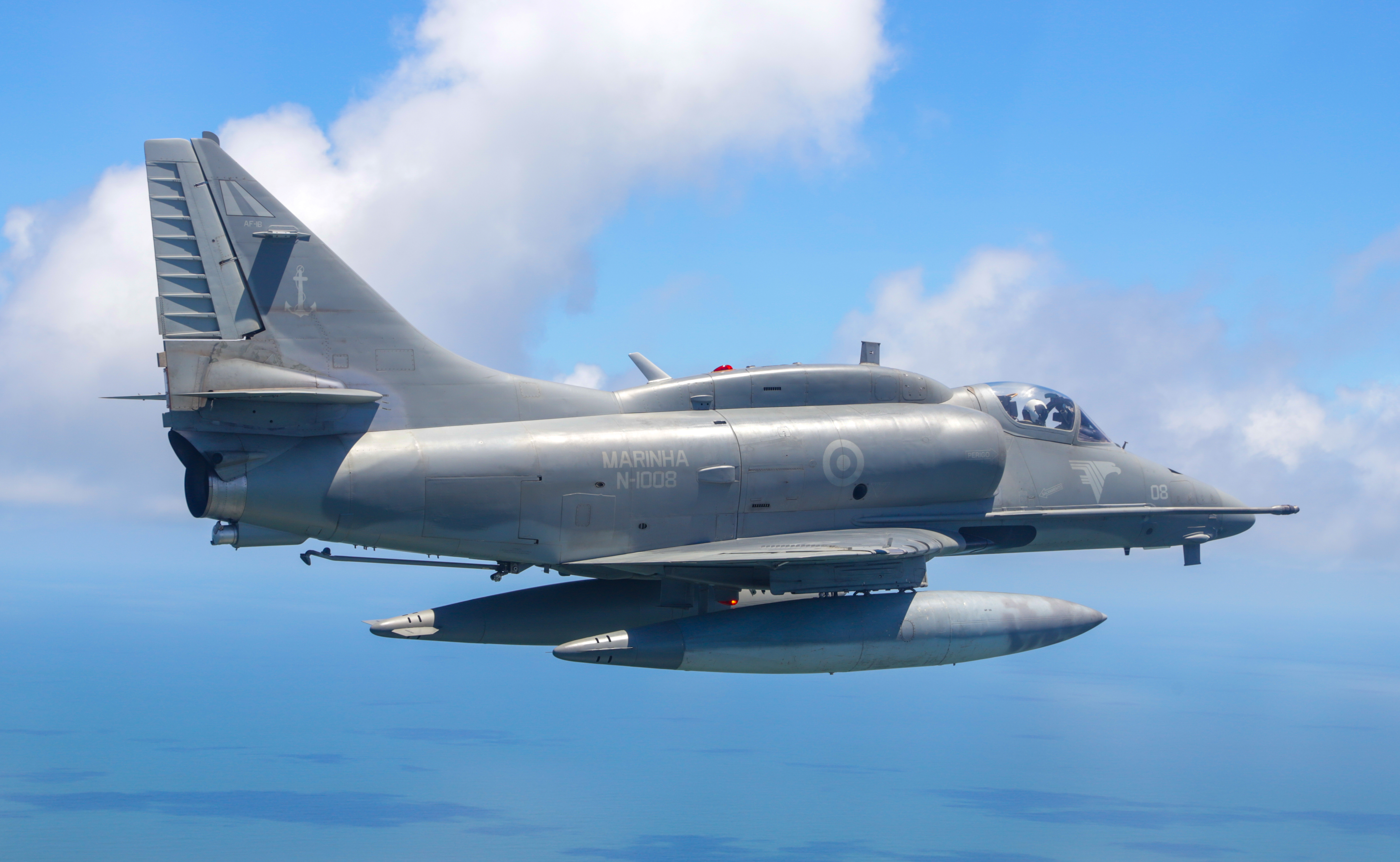
A-4 Skyhawk de la Marina de Brasil.
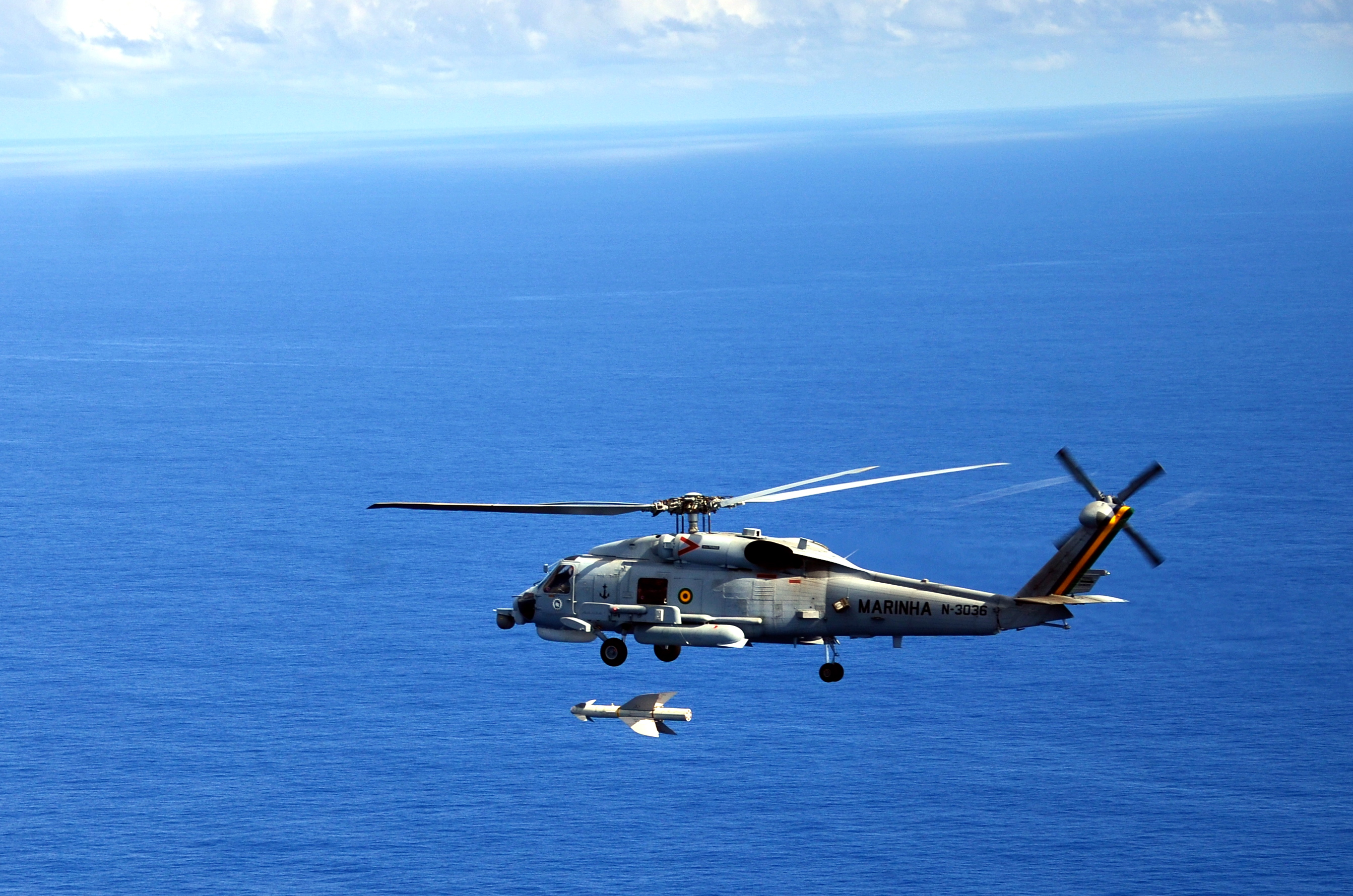
Helicóptero de guerra anti-submarina S-70B Seahawk, disparando misil anti-buque Rb 12 Penguin.
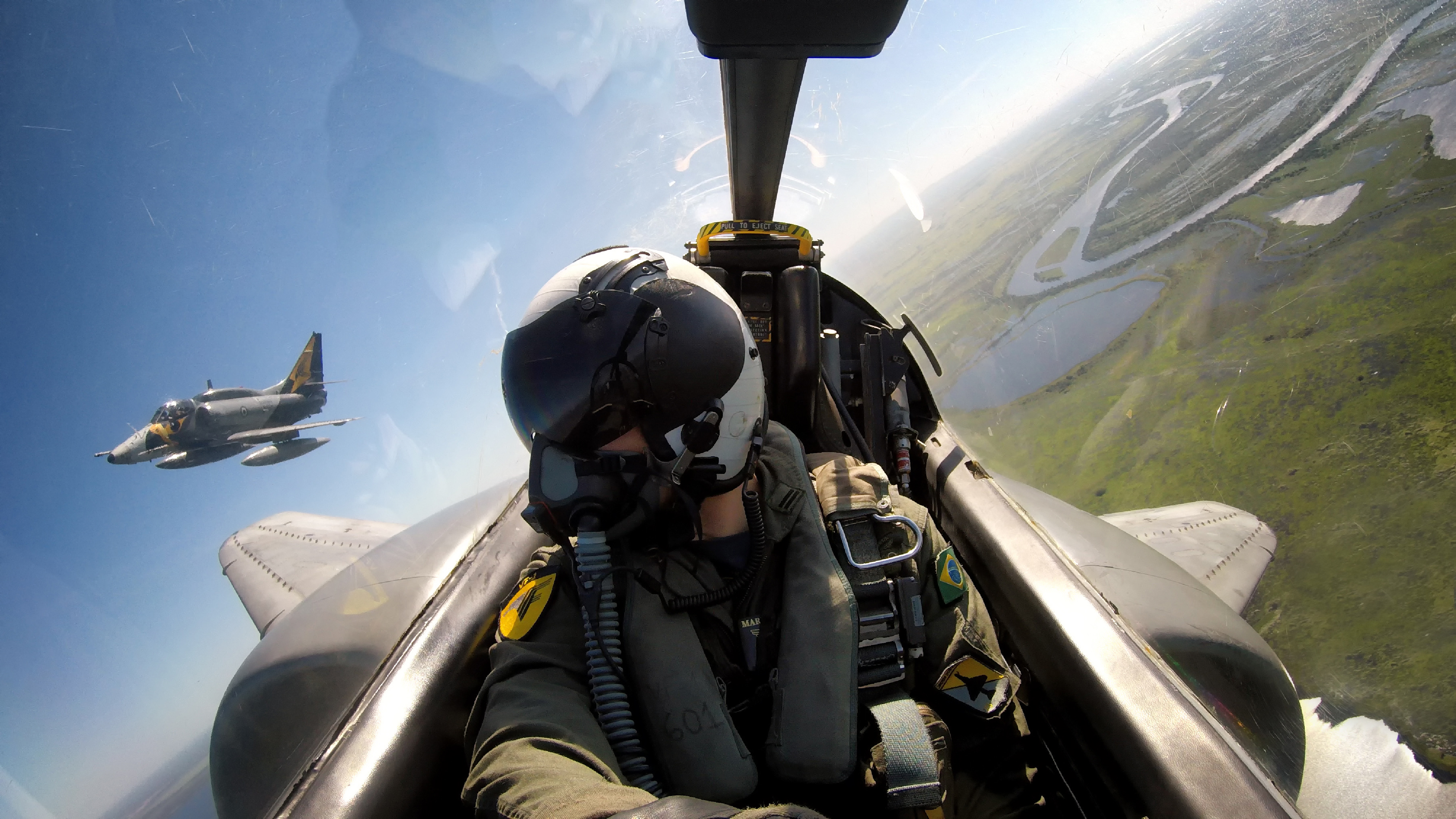
Vista interior durante vuelo de uno de los A-4 de la aviación naval brasileña.
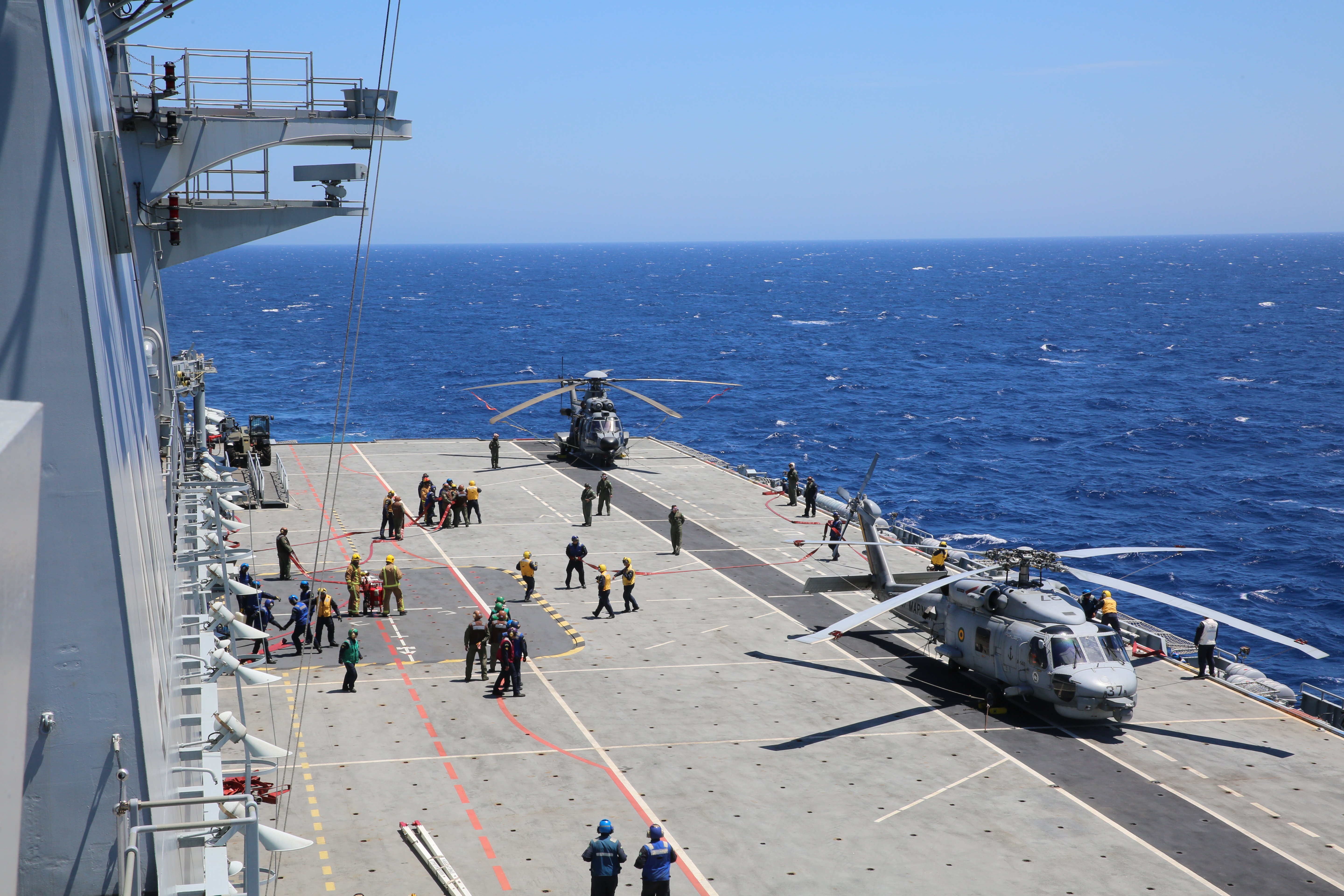
Helicópteros a bordo de PHM Atlantico en ejercicio naval en 2019.

### Fuerza de Submarinos
Constituida en 1914, el país se destaca actualmente por ser uno de los pocos países que construyen submarinos, única en el hemisferio sur. La Marina de Brasil demostró desde el final del siglo XIX interés por el nuevo tipo de embarcación que posibilitaba atacar blancos de gran valor sin ser detectado. Inicialmente, se hicieron intentos de proyectar en Brasil una nueva embarcación, que por falta de recursos no lograron éxito.
En 1910, en cumplimiento al Programa de Construcción Naval de 1904, elaborado por el ministro de la Marina Júlio César de Noronha, que preveía la adquisición de tres sumergibles, se encargaron en Italia tres submarinos de tipo costero utilizados por la Regia Marina Italiana de la clase Laurenti. En el caso de Fiat-San Giorgio en la ciudad de Torino-Spezia, fueron en Brasil denominados de clase F (Foca), recibiendo las denominaciones de F1 (Foca 1), F3 (Foca 3) y F5 (Foca 5) los primeros de la Marina Brasileña.
En 1929, fue incorporado el Humaytá de la clase italiana Balilla. El Humaytá fue el primer submarino oceánico de Brasil con 1.885 t y alcance de 12.840 millas. Otros tres submarinos de la clase Perla: S Tupy (S-11), S Tymbira (S-12) y S Tamoyo (S-13) de 853 toneladas fueron adquiridos en 1937. De construcción italiana, estos cuatro submarinos sirvieron para el entrenamiento las fuerzas aliadas estacionadas en Brasil durante la Segunda Guerra Mundial.
Con la escasez de piezas por el colapso de la industria militar italiana y con la abundancia de medios disponibles en la posguerra, Brasil pasó a adquirir submarinos de los Estados Unidos de América.
En 1957 llegaron al país los submarinos de la clase Gato, S Ceará (S-14) y S Goiais (S-15), en 1963 llegaron los más avanzados S Rio Grande do Sul (S-11) y S Bahia (S- 12) de la clase Balao.Se adquirieron posteriormente los submarinos Clase Guppy II (S Río de Janeiro (S) (S-15) y S Amazonas (S-16), en la década de 1970.
En la secuencia llegaron los submarinos de la Clase Oberon S Humaitá (S-20), S Tonelero (S-21) y S Riachuelo (S-22).
Por motivos estratégicos, visando el dominio tecnológico y la disminución de la dependencia externa, y económicos, visando la nacionalización de componentes y el incentivo a la industria nacional, la Marina de Brasil inició el programa nacional de construcción de submarinos.
Incluso habiendo alcanzado cierto nivel de experiencia en el mantenimiento de submarinos en el Arsenal de Marina de Río de Janeiro, el alto nivel tecnológico empleado en estos medios hizo necesaria una fase intermedia. Para ello, se recibieron diversas ofertas internacionales que tenían como objetivo la transferencia de tecnología de diseño y fabricación de submarinos. La oferta ganadora fue la del submarino alemán de la clase U-209-1400.
La primera unidad, el S Tupi (S-30) fue construida en el astillero Howaldtswerke-Deutsche Werft GmbH (HDW) en Kiel, con el entrenamiento de técnicos brasileños, y los demás S Tamoio (S-31), S Timbira (S- 32) y S Tapajó (S-33) en el Arsenal de Marina de Río de Janeiro. Con la experiencia recabada, fue posible introducir modificaciones en el proyecto original, que dieron origen al S Tikuna (S-34).
Hoy su principal proyecto es la construcción de los cuatro submarinos de la Clase Riachuelo con tecnología francesa y la base naval en la isla de Madeira, en la bahía de Sepetiba, a través del Programa de Desarrollo de Submarinos (PROSUB). A 2022 el Riachuelo (S-40) ya está operacional, el Humaitá (S-41) se encuentra en pruebas de mar y los otros dos de propulsión convencionales así como el nuclear Álvaro Alberto (SN-10) en avanzadas etapas de construcción.

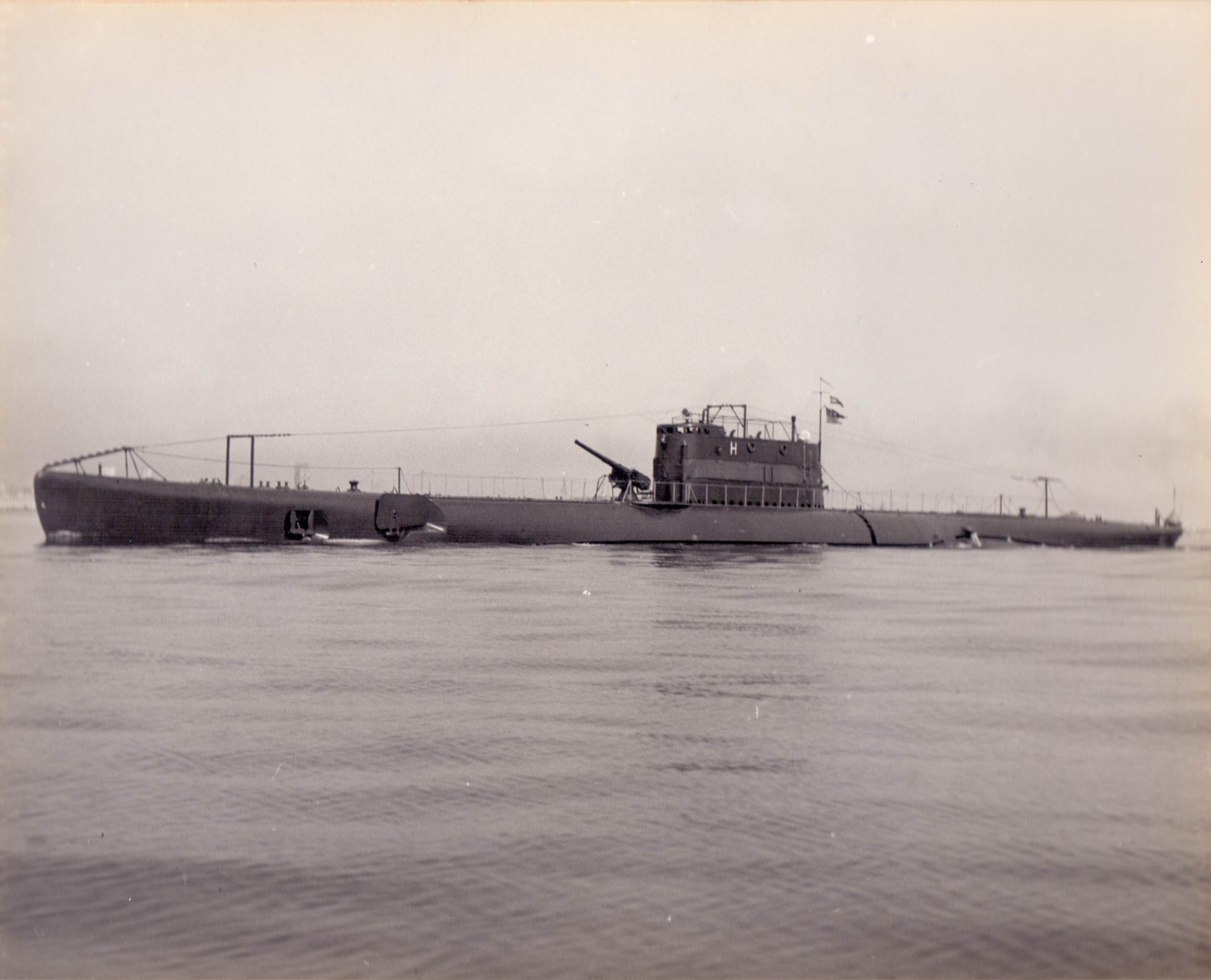
El submarino Humaytá en 1940, era un submarino de clase Balilla modificado construido en Italia para la Armada de Brasil.
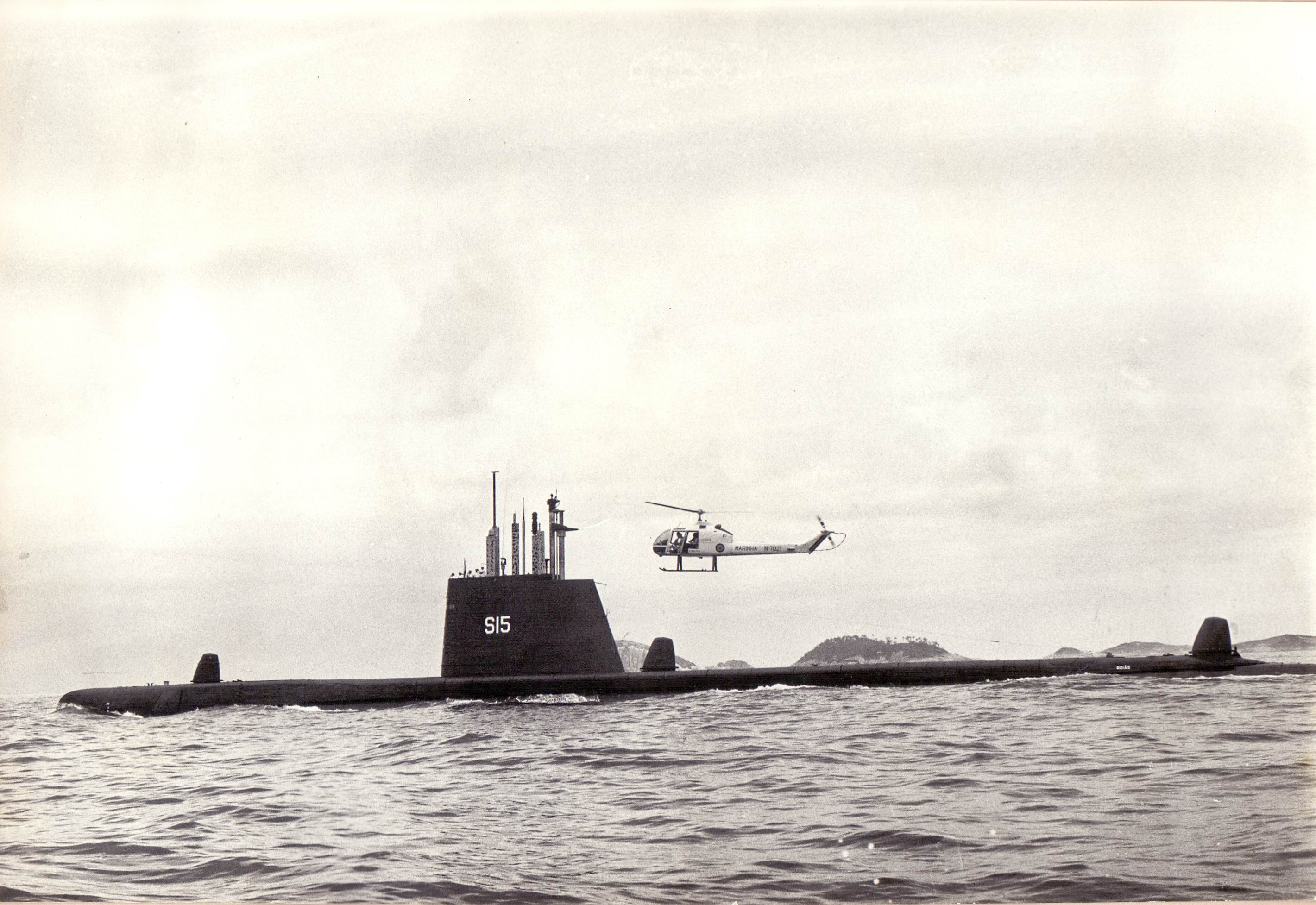
Submarino Goiás (S15), clase Gato, en 1960.
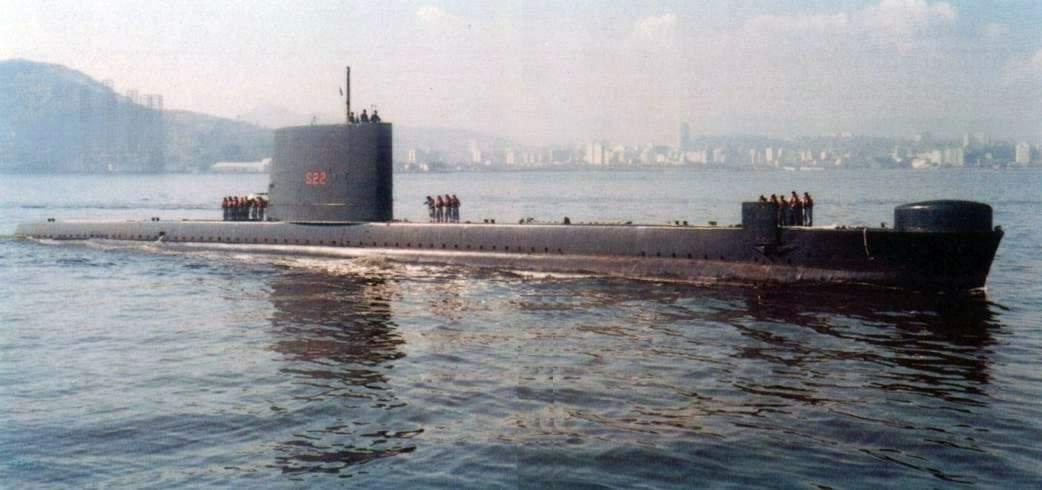
Submarino Riachuelo (S22), clase Oberon, en 1985.
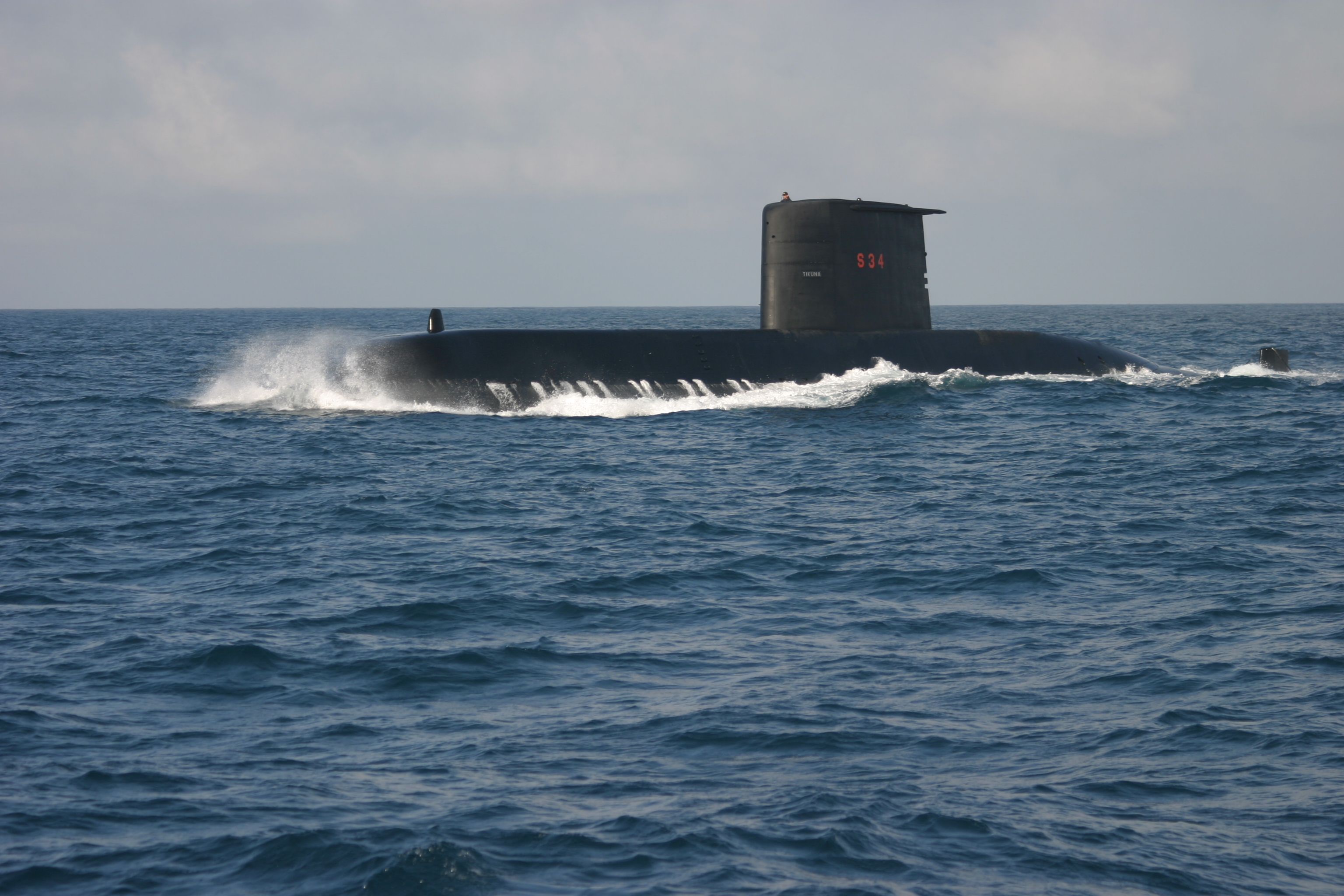
Submarino Tikuna (S34), clase U209-1400mod, en 2006.
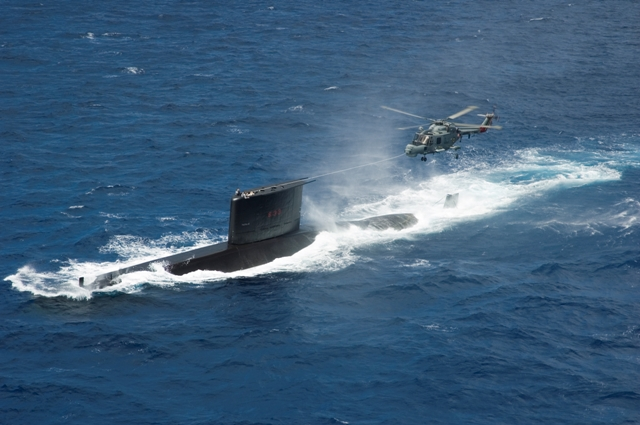
Submarino Tapajó (S33), clase U209-1400, días actuales.

### Infantería de Marina
El Cuerpo de Infantería de Marina (CFN) es la unidad de elite de la Marina, se constituye en el segundo mayor efectivo de infantes de marina de Hispanoamérica (de la Hispania romana, actuales España y Portugal), estimado en 16.000 hombres. Su dotación incluye blindados leves SK-105 Kürassier, M113, MOWAG Piranha y AAV-7A1, artillería composta de Astros II, Obús M114 155 mm, Cañón ligero L118 y misiles Mistral y RBS 70 entre otros sistemas de arma.
El Batallón de Operaciones Especiales de Infantería de Marina es su principal unidad. La misión del CFN es entrenar como fuerza de pronta actuación, garantizar la proyección del poder naval en tierra, a través de desembarques realizados en conjunto con buques y efectivos de la Marina.
El Grupo de Buceadores de Combate es un grupo de fuerzas especiales de la Marina de Brasil, apto para cumplir misiones de naturaleza no convencional, su función es la de infiltrarse sin ser percibido, en áreas litorales y ribereñas y realizar tareas como reconocimiento, sabotaje y destrucción de objetivos de valor estratégico, y en especial la reanudación de barcos y plataformas de petróleo en la costa brasileña. Es subordinado a la Fuerza de Submarinos, la cual le proporciona su principal medio de transporte. 
Los equipos son transportados hasta las proximidades del blanco por un submarino, a partir del cual salen nadando, en kayaks o en barcos inflables que pueden ser lanzados desde el submarino aún bajo el agua. El GRUMEC también puede alcanzar el objetivo saltando de paracaídas o desembarcando de helicópteros.

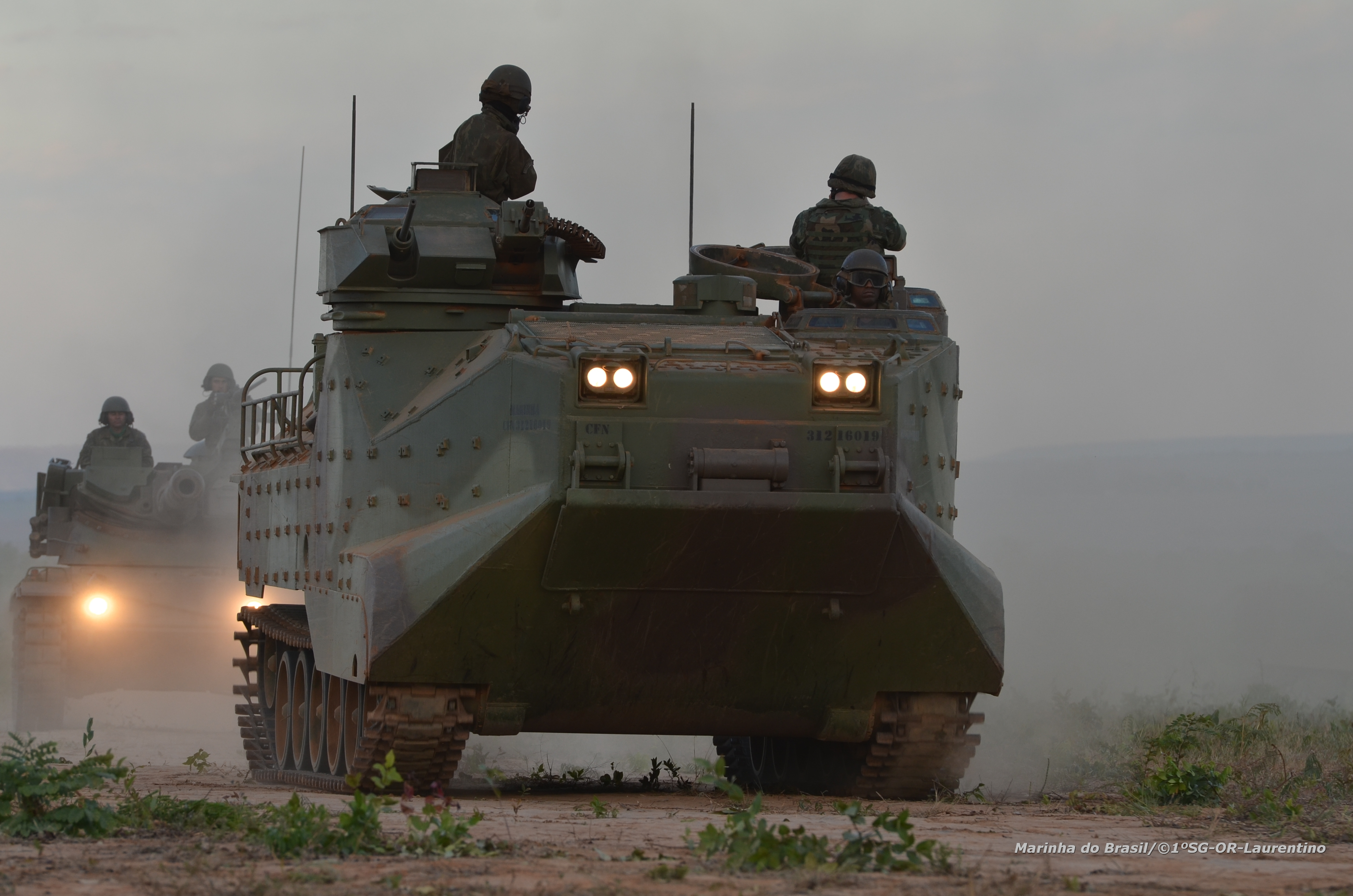
Vehículos blindados anfibios del CFN.
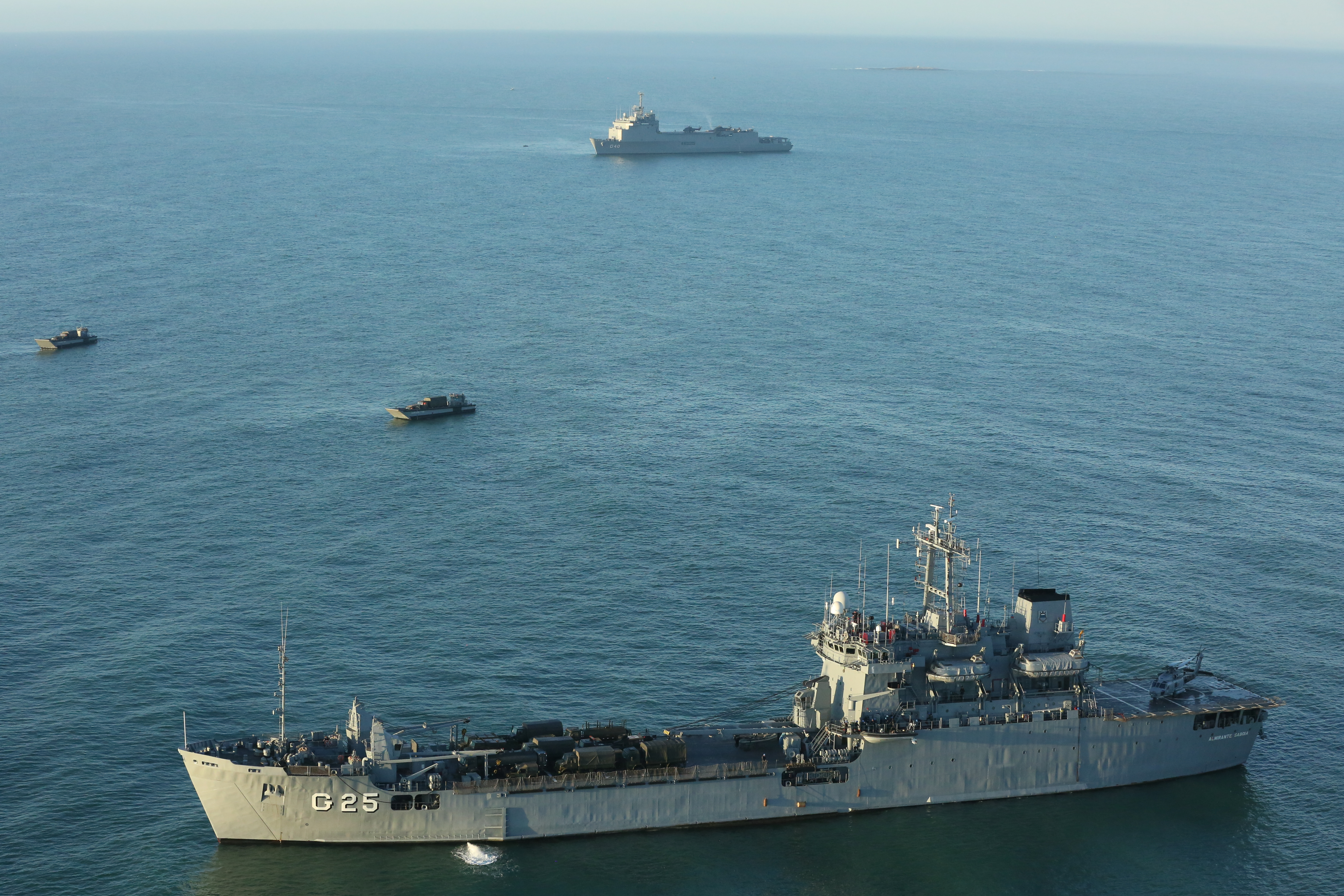
Buque de desembarque de carros de combate Almirante Sabóia (G25) apoyando operación con los Infantes de Marina.
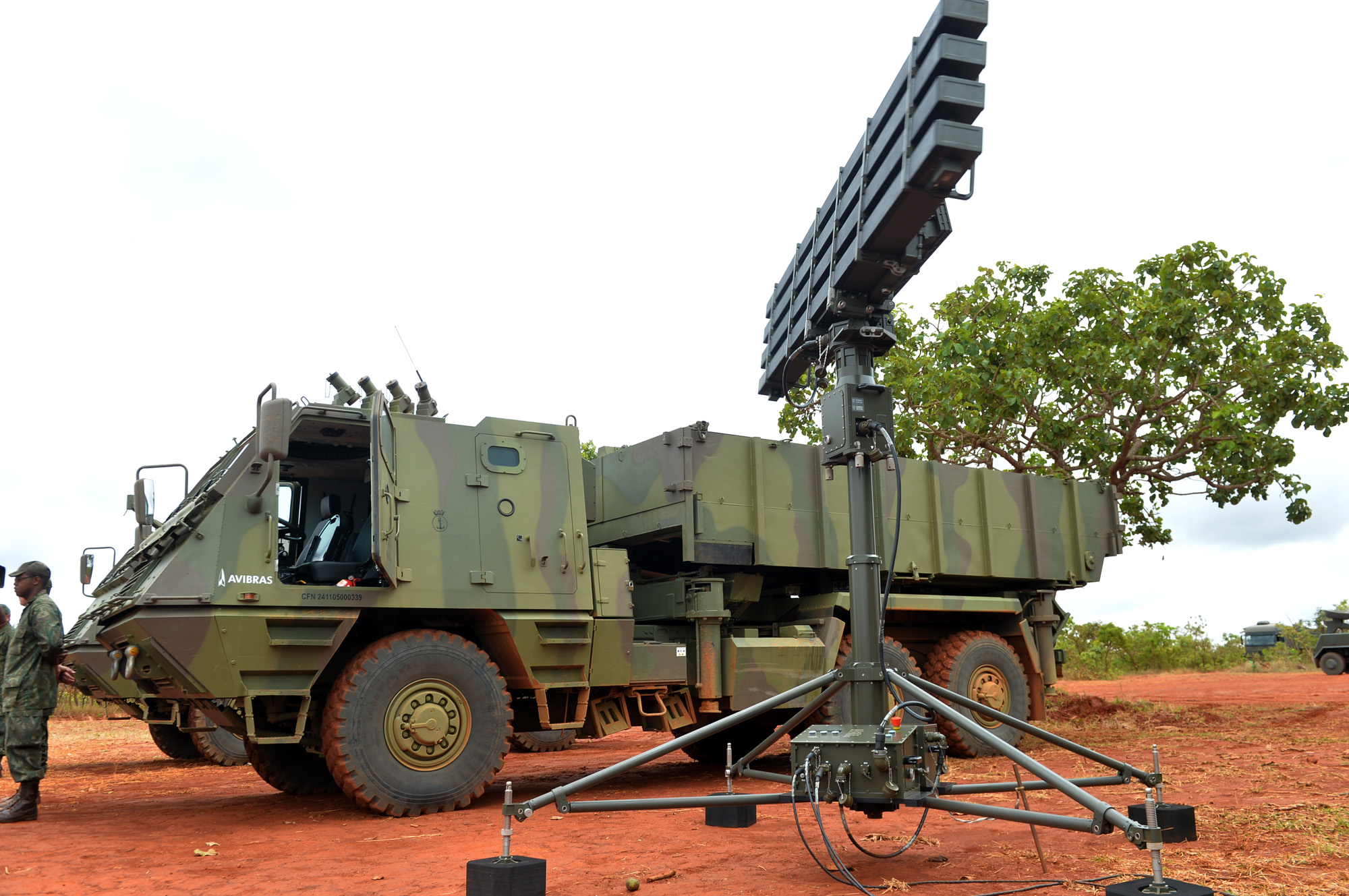
Astros MRLS y Radar SABER del CFN.
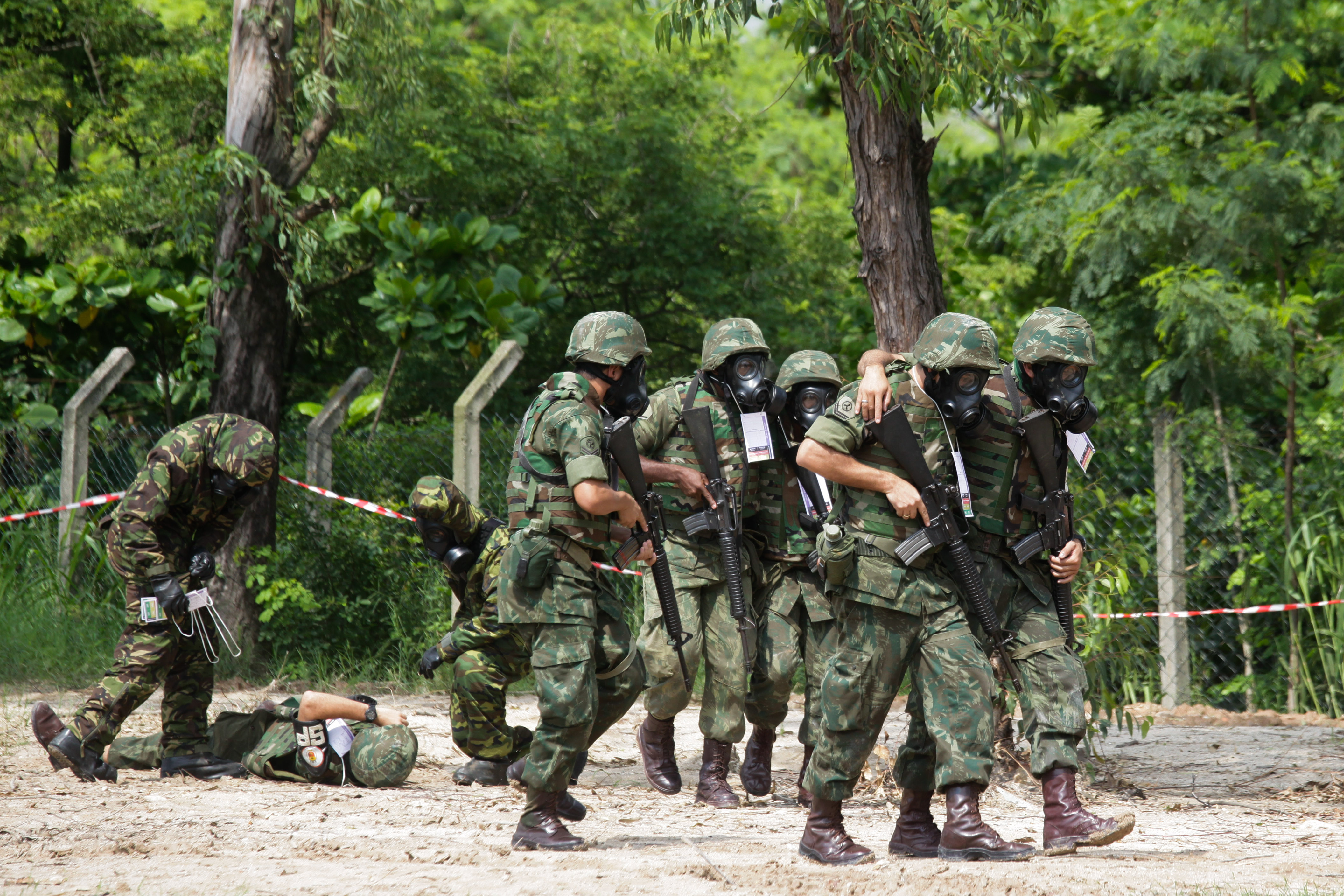
Tropa del CFN en entrenamiento de guerra química y biológica.
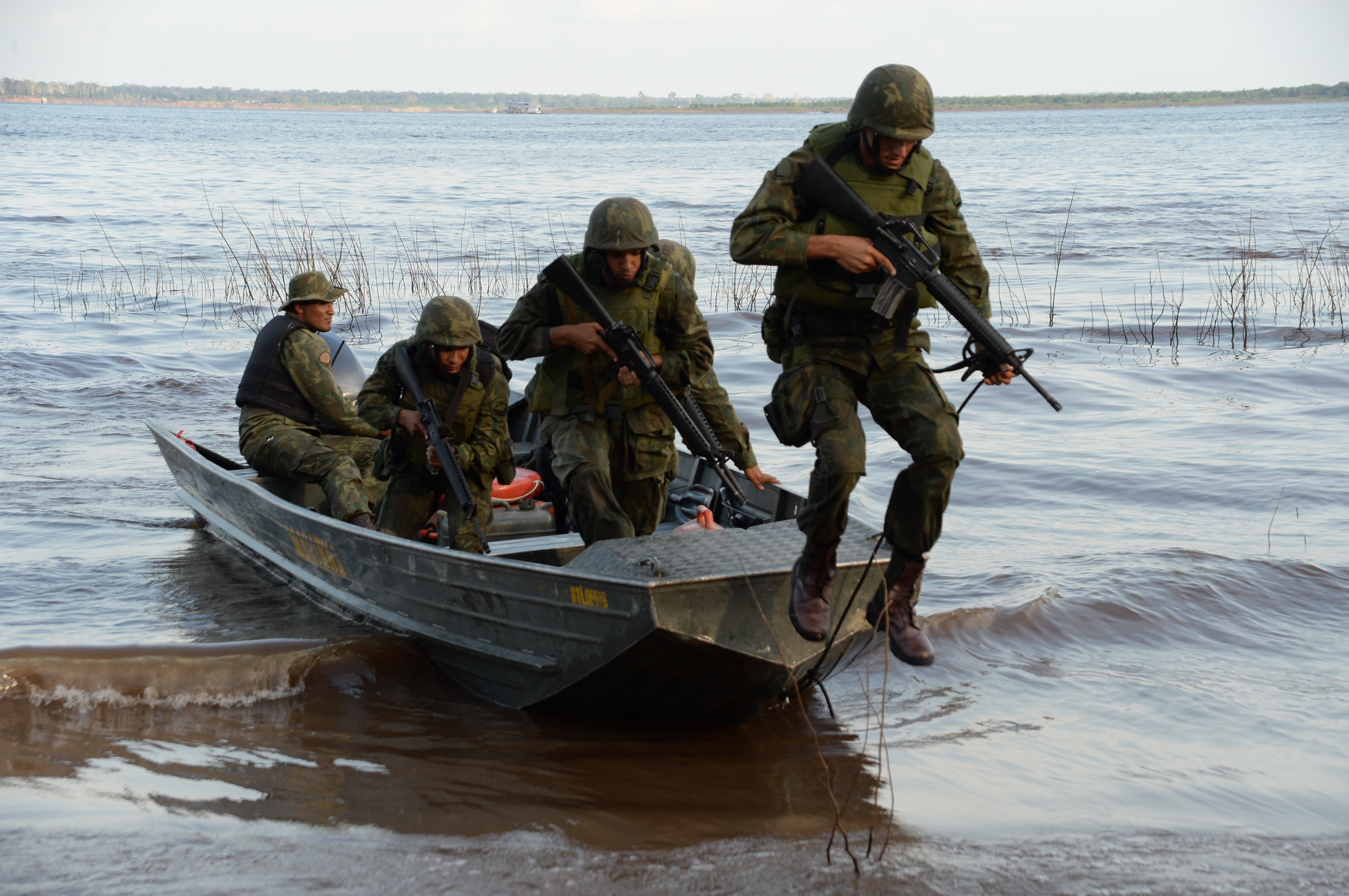
Infatería de marina en amazonia.

## Modernización
El Departamento de Defensa de Brasil en 2009 pidió a la Marina para desarrollar un plan de 30 años, para llevar a cabo los planes de  proyección de poder de que Brasil quiere ejecutar, la armada invierte  gastos de  250 mil millones de reales (aproximadamente 93 mil millones de euros). El programa se llamaba PEAMB intentaba las compras de dos portaaviones de 50 000 toneladas, 4 LHD de 20 000 toneladas, 30 buques  de escoltas, 15 submarinos (SCC), 6 submarinos nucleares de ataque (SNA) y  62 buques patrulla. Posteriormente se cambiado en algunas partes con recortes de las cuantidades y de los medios planeados.
Así, a partir de 2012, la Armada de Brasil tenía unos 100 barcos comisionados, y otros estaban en construcción, adquisición y modernización. Entre 1996 y 2005 la Armada retiró 21 buques. La Armada brasileña operaba un portaaviones de clase Clemenceau, A-12 São Paulo, anteriormente Foch de la Armada francesa, se modernizaría el navío hasta la introducción de los portaaviones planeados, pero los costos de reparación crecientes obligaron a su retiro en febrero de 2017 y fue vendido para desguace en Turquía.  Sus posibles reemplazos se encuentran actualmente en la etapa inicial de planificación y no se espera que estén en servicio hasta al menos 2040.
En agosto de 2008, la Armada incorporó la corbeta V-34 Barroso, que fue diseñada y construida en Brasil a un costo de $ 263 millones. En agosto de 2012, la Armada solicitó cuatro nuevos barcos basados en la clase Barroso, pero con un diseño furtivo. En enero de 2012, BAE Systems se comprometió a suministrar tres patrulleras que eran corbetas de clase de Puerto España (En la Armada de Brasil Clase Amazonas) en un contrato tiene un valor de £ 133m y las primeras se pusieron en servicio a 2012 y la última para abril de 2013.
Cuatro submarinos de clase Tupi y uno de clase 209 de Tikuna están en la flota. Los submarinos de la clase Tupi serán actualizados por Lockheed Martin a un costo de $ 35 millones. La modernización incluye el reemplazo de torpedos existentes con nuevas unidades MK 48. El 14 de marzo de 2008, la Marina compró cuatro submarinos de la clase Scorpène de Francia, el primero de ellos, S-40 Riachuelo fue comisionado en 2022, el S-41 Humaitá se encuentra en pruebas y será comisionado en 2023 y los demás están en construcción con entregas previstas hasta 2025. La Armada también está construyendo su primer submarino nuclear el SN-10 Álvaro Alberto con planes de ser comisionado en 2030.
A principios de agosto de 2015 tras de negociaciones con Francia, Brasil adquirió el buque de asalto anfibio del tipo LPD G-40 Bahía, que fue entregado en Toulón el 17 de diciembre de 2015, a servicio de la Marina de Brasil participó en el mantenimiento de la logística de la MINUSTAH en Haití y ayuda humanitaria, gracias al centro hospitalario.
En 2017, Brasil mostró interés en el portahelicópteros británico HMS Ocean para reemplazar al A-12 São Paulo. La Royal Navy estipuló un precio £80.3 millones ($105,800,871.00 USD), lo que parecíó "conveniente" a la Marina brasileña. Las negociaciones finalizaron y el buque fue comprado el 19 de febrero de 2018 y recibido por la Marina Brasileña el 29 de junio de 2018 en Río de Janeiro convirtiéndose en el A-140 Atlântico, este porta aeronaves multipropósito es actualmente el buque insignia de la Armada de Brasil.
Al início de 2020 la Armada firmó un contrato de R$ 9,1 mil millones para la construcción de cuatro fragatas Clase Tamandaré por el Consórcio Águas Azuis, compuesto por ThyssenKrupp Marine Systems (TKMS), Embraer  EDS y el Astillero Oceana (renombrado Astillero Brasil Sul) en el Estado de Santa Catarina. El primero de los buques, la F-35 Tamandaré actualmente se encontra en construcción con plazo de lanzamiento para 2024 y comisionamiento a 2025 con planes para la construcción de dos otros más después de este lote inicial.

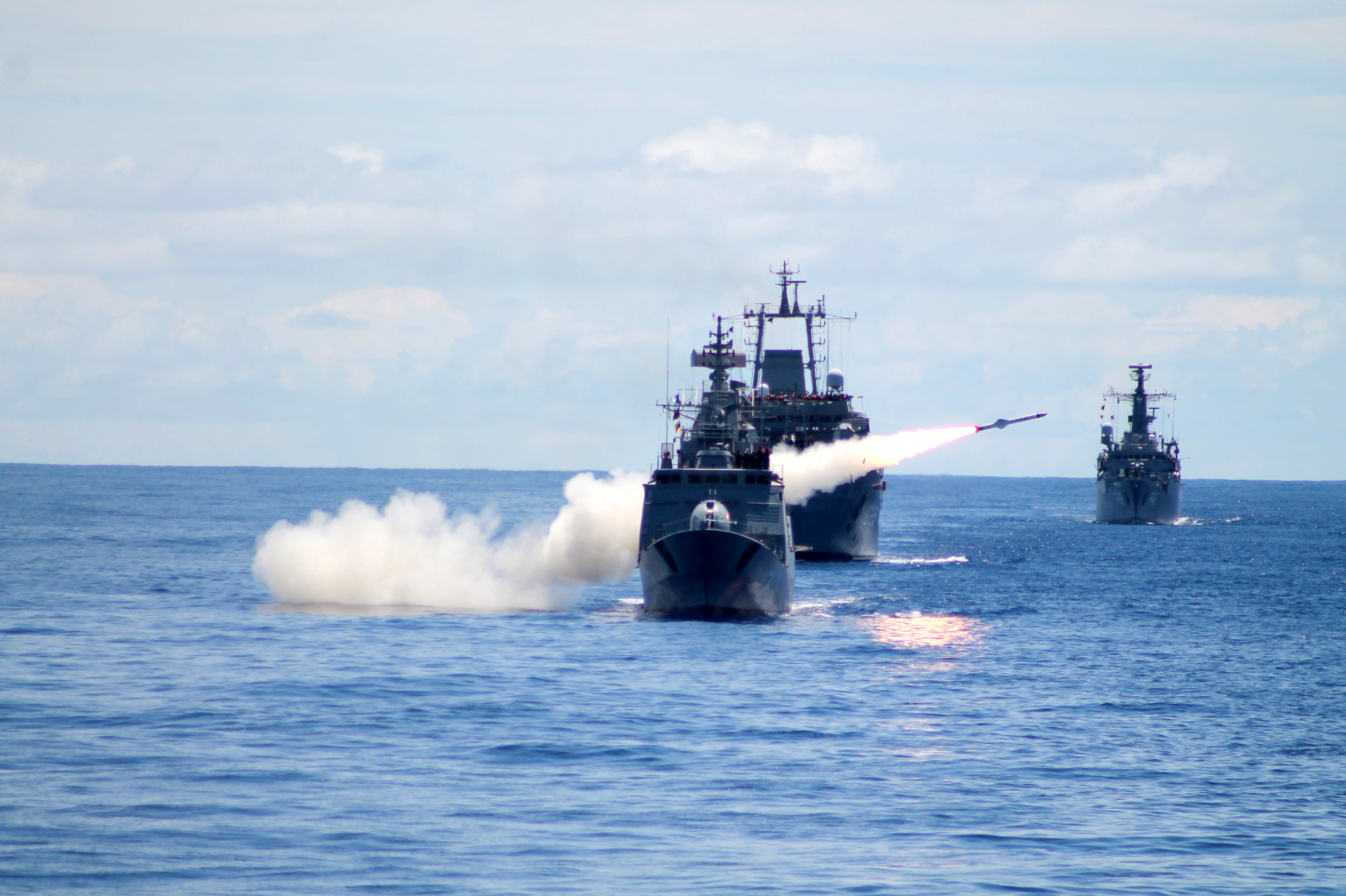
Corbeta Barroso disparando misiles exocet en 2018.
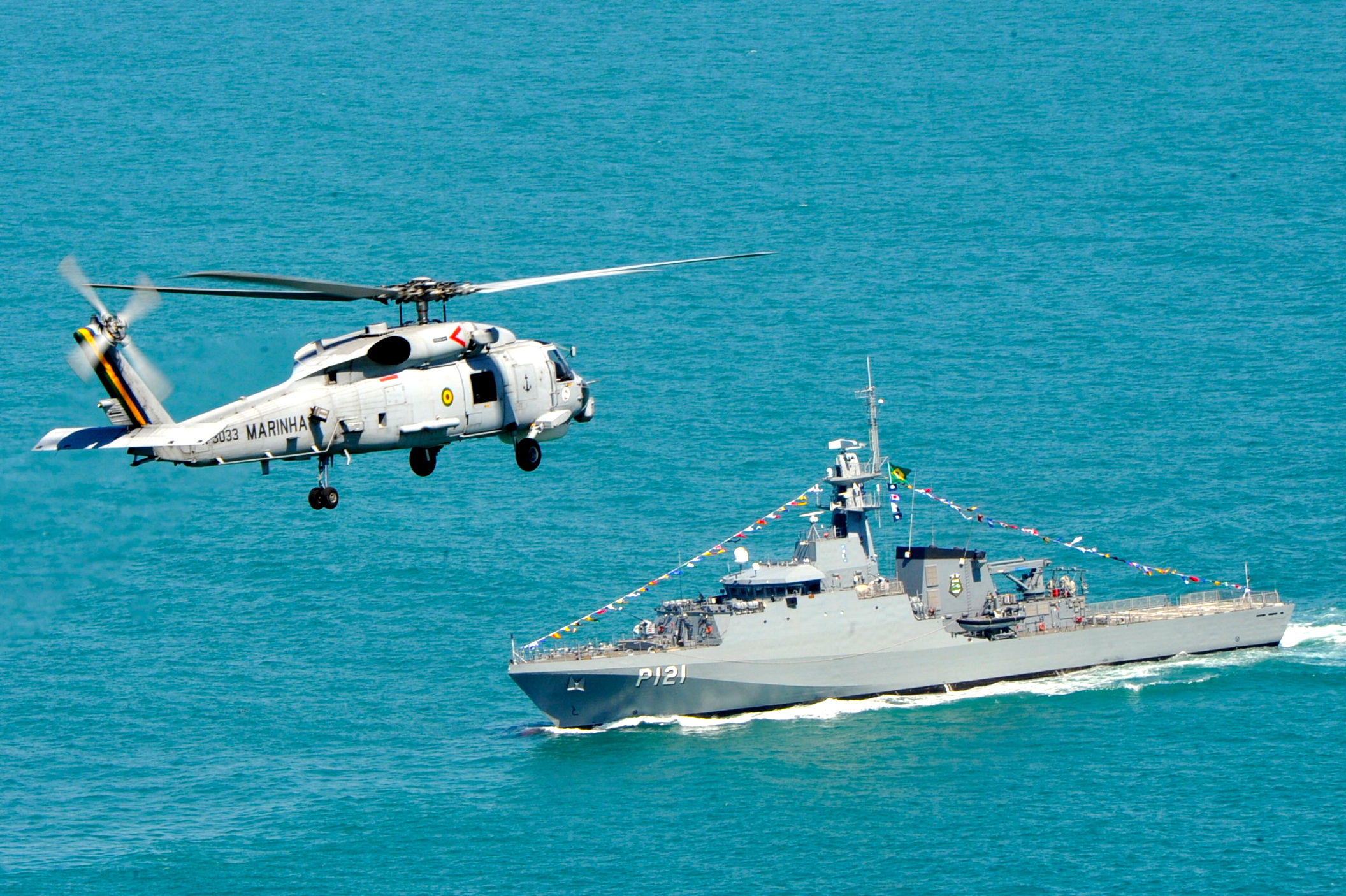
Un S-70B Seahawk de la Aviación Naval Brasileña sobrevuela un barco patrulla oceánico de la clase Amazonas, 2016.
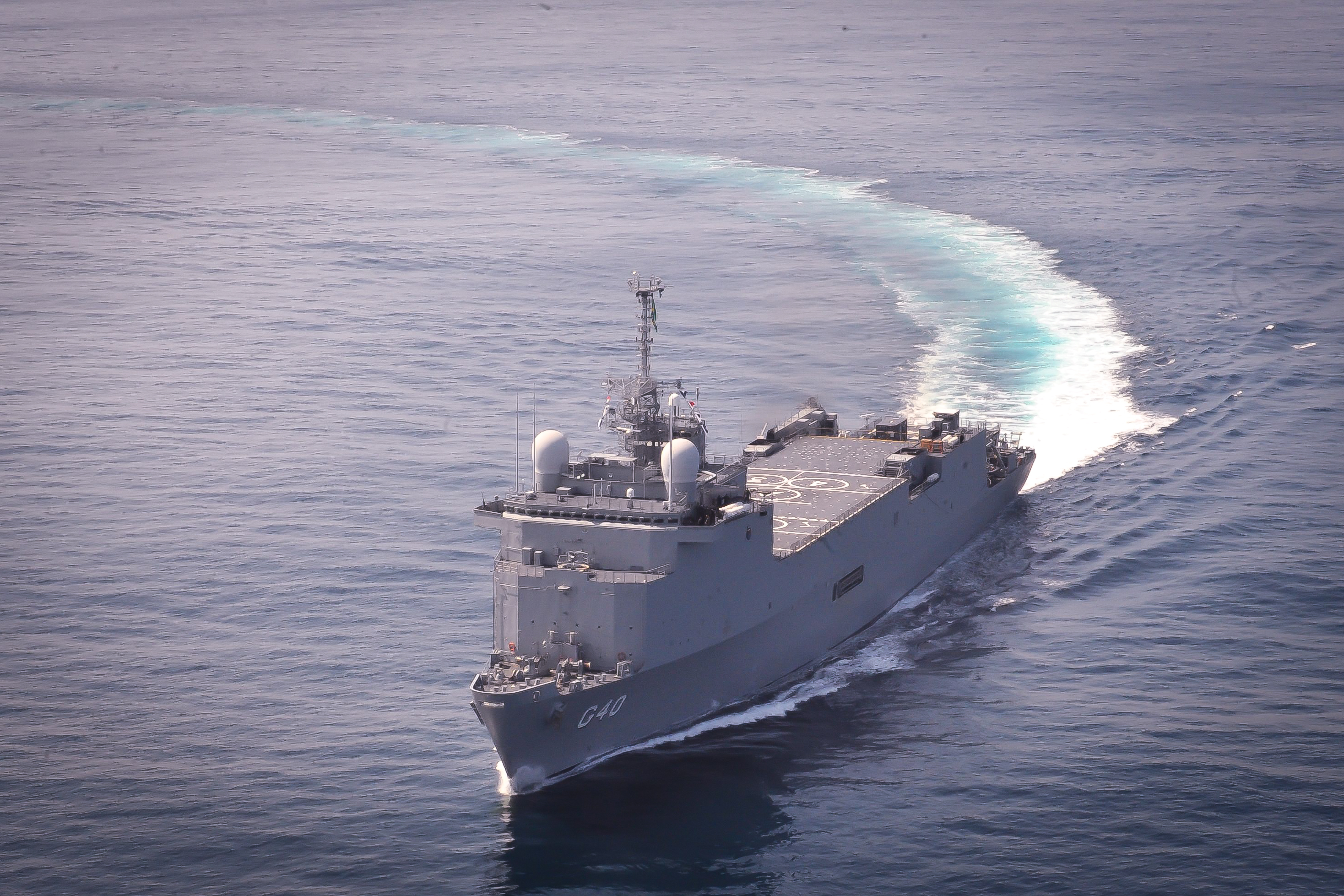
Barco de desembarco anfíbio Bahía (G40) en 2018.
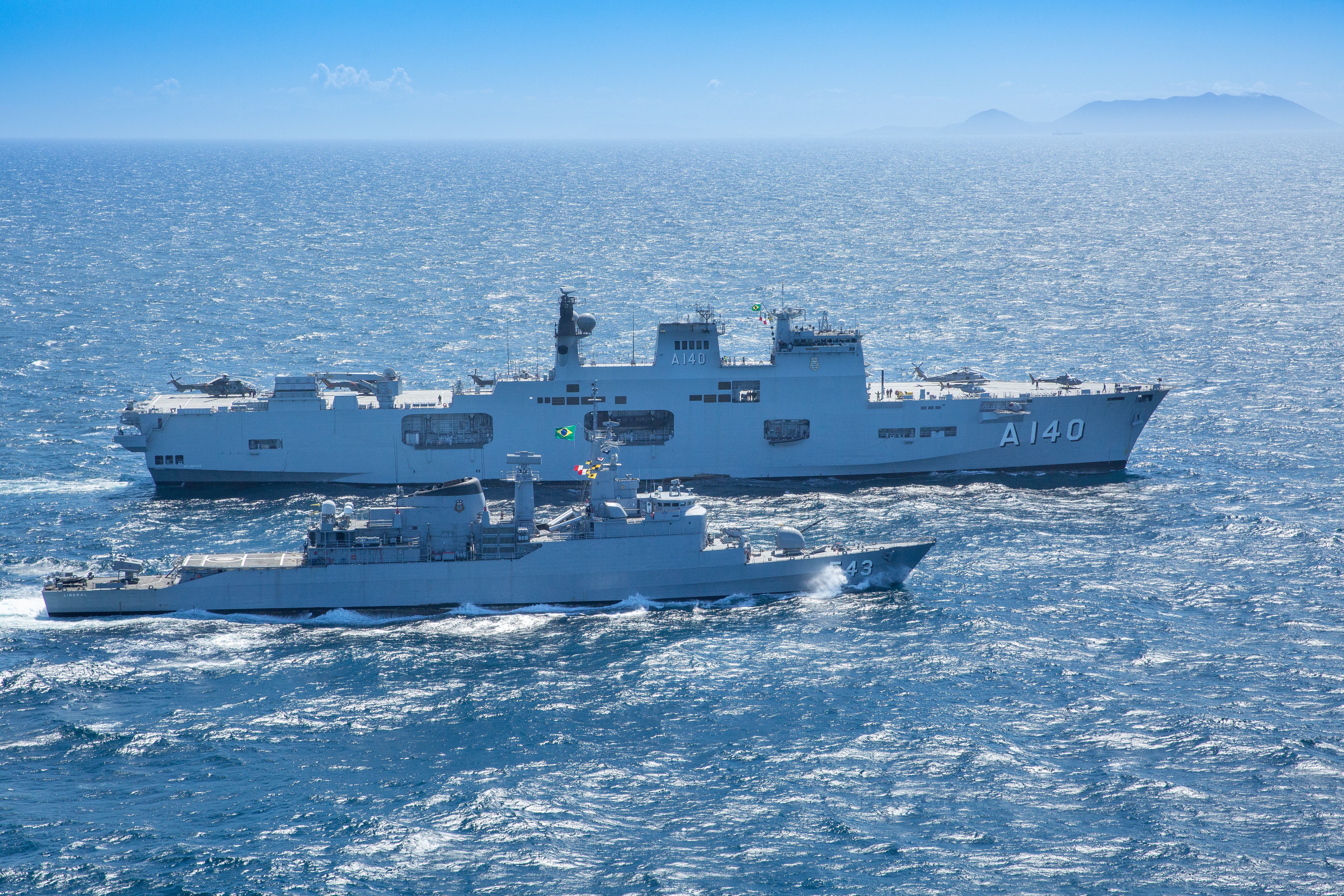
Portahelicopteros Atlântico (A140) y fragata Liberal (F43).
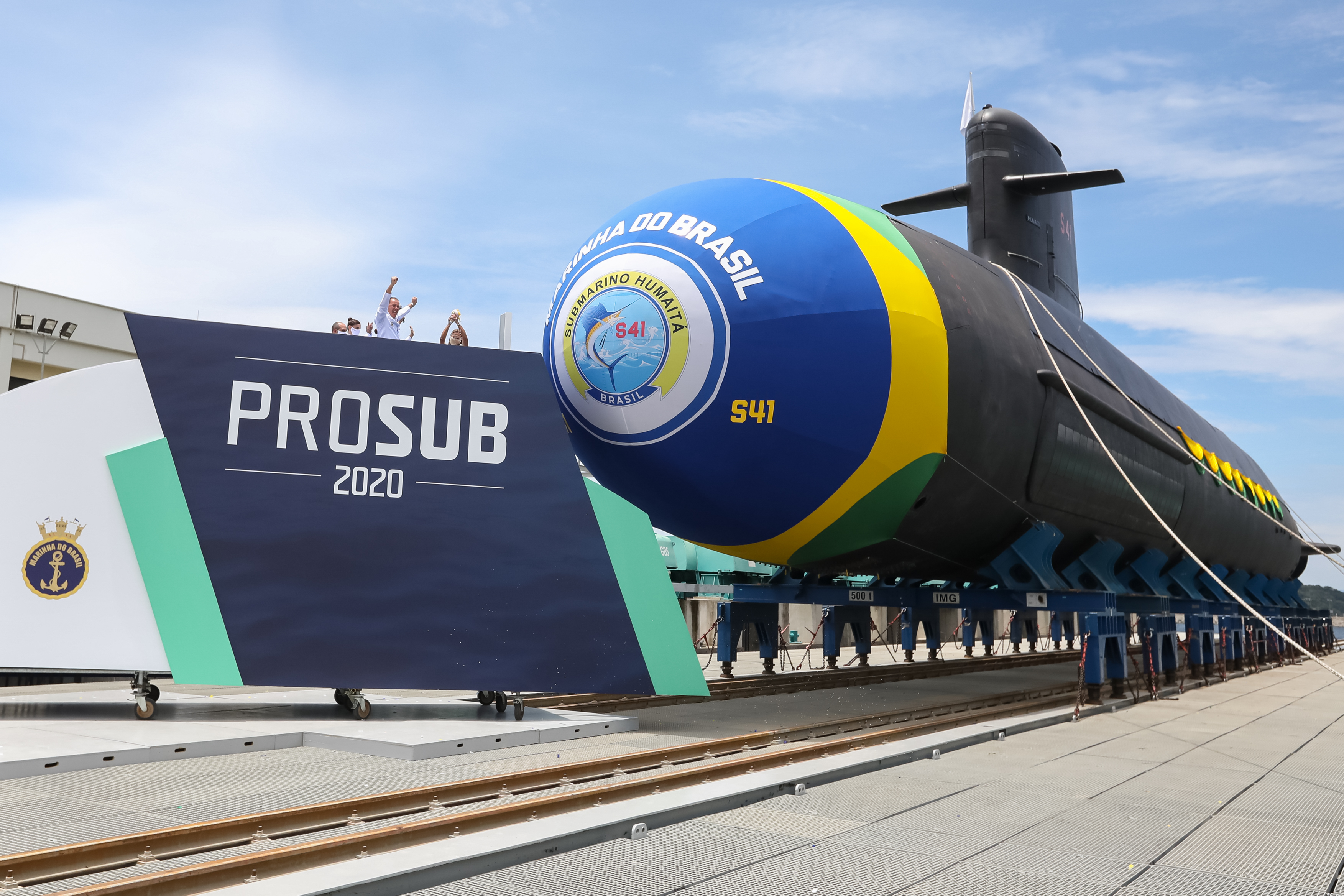
Submarino S41 Humaitá, segundo buque de la nueva Clase Riachuelo

## Lista actual de buques en servicio

### Submarinos
| Clase           | Imagen         | Tipo                | Buques                                 | N.º             | Desplazamiento | Origen           | Notas |
| Submarinos (5)  | Submarinos (5) | Submarinos (5)      | Submarinos (5)                         | Submarinos (5)  | Submarinos (5) | Submarinos (5)   | |
| --------------- | -------------- | ------------------- | -------------------------------------- | --------------- | -------------- | ---------------- | --- |
| Clase Tupi      |                | Tipo 209/1400       | Tupi Tamoio                            | S30 S31         | 1,440 t        | Alemania/ Brasil | El S30 se ha modernizado con un nuevo sistema de combate que permite el lanzamiento y el control del torpedo Torpedo Mark 48. |
| Clase Tikuna    |                | Tipo 209/1400 mod   | Tikuna                                 | S34             | 1,500 t        | Brasil           | Versión modificada y mejorada del Tipo 209/1400, operando con el torpedo Torpedo Mark 48.                                     |
| Clase Riachuelo |                | Clase Scorpène S-BR | Riachuelo Humaitá Tonelero Alte. Karam | S40 S41 S42 S43 | 2,000 t        | Francia/ Brasil  | S40 y S41 operacionales. El S42 botado en 2024, S43 entrega para 2025.                                                        |
| Álvaro Alberto  |                |                     | Álvaro Alberto                         | SN10            | 6,000 t        | Brasil           | Submarino nuclear de ataque en construcción                                                                                   |

### Fragatas
| Clase           | Imagen       | Tipo                                       | Buques                                                         | N.º                 | Desplazamiento | Origen              | Notas                                                                      |
| Fragatas (6)    | Fragatas (6) | Fragatas (6)                               | Fragatas (6)                                                   | Fragatas (6)        | Fragatas (6)   | Fragatas (6)        |                                                                            |
| --------------- | ------------ | ------------------------------------------ | -------------------------------------------------------------- | ------------------- | -------------- | ------------------- | -------------------------------------------------------------------------- |
| Clase Niterói   |              | Fragata de múltiples empleos (Vosper Mk10) | Defensora Constituição Liberal Independência União             | F41 F42 F43 F44 F45 | 3,800 t        | Reino Unido/ Brasil | Todas las fragatas de clase Niterói pertenecen al Primer Grupo de Escoltas |
| Fragata Tipo 22 |              | Buque de guerra antisubmarina              | Rademaker                                                      | F49                 | 4,400 t        | Reino Unido         | Rademaker pertenece al Segundo Grupo de Escoltas.                          |
| Clase Tamandaré |              | Fragata de múltiples empleos               | Tamandaré Jerônimo de Albuquerque Cunha Moreira Mariz e Barros | F200 F201 F202 F203 | 3,455 t        | Brasil              | Nueva Clase de Escoltas, botadura 2024, entrega en 2025.                   |

### Corbetas
| Clase         | Imagen       | Tipo             | Buques           | N.º          | Desplazamiento | Origen       | Notas                                                          |
| Corbetas (2)  | Corbetas (2) | Corbetas (2)     | Corbetas (2)     | Corbetas (2) | Corbetas (2)   | Corbetas (2) |                                                                |
| ------------- | ------------ | ---------------- | ---------------- | ------------ | -------------- | ------------ | -------------------------------------------------------------- |
| Clase Inhaúma |              | Buque de escolta | Júlio de Noronha | V32          | 1,800 t        | Brasil       | Pertenece al Segundo Grupo de Escoltas de la Armada Brasileña. |
| Clase Barroso |              | Buque de escolta | Barroso          | V34          | 2,500 t        | Brasil       | Pertenece al Segundo Grupo de Escoltas de la Armada Brasileña. |

### Portaaviones multiuso
| Clase            | Imagen           | Tipo                   | Buques           | N.º              | Desplazamiento   | Origen           | Notas |
| Portaaviones (1) | Portaaviones (1) | Portaaviones (1)       | Portaaviones (1) | Portaaviones (1) | Portaaviones (1) | Portaaviones (1) | |
| ---------------- | ---------------- | ---------------------- | ---------------- | ---------------- | ---------------- | ---------------- | --- |
| Ocean            |                  | Portaaviones multiusos | NAM Atlântico    | A140             | 21,500 t         | Reino Unido      | Se trata del buque insignia de la Marina de Brasil, fue comprado a la Royal Navy. En noviembre de 2020 se cambió la designación de portahelicópteros a portaaviones de usos múltiples. Brasil planea operar con aviones controlados a distancia y aviones de aterrizaje vertical en el Atlântico en el futuro. |

### Buques de asalto anfibio
| Clase                       | Imagen                      | Tipo                                            | Buques                      | N.º                         | Desplazamiento              | Origen                      | Notas |
| Buque de asalto anfibio (3) | Buque de asalto anfibio (3) | Buque de asalto anfibio (3)                     | Buque de asalto anfibio (3) | Buque de asalto anfibio (3) | Buque de asalto anfibio (3) | Buque de asalto anfibio (3) |       |
| --------------------------- | --------------------------- | ----------------------------------------------- | --------------------------- | --------------------------- | --------------------------- | --------------------------- | ----- |
| Clase Foudre                |                             | Buque de desembarque multipropósito             | NDM Bahia                   | G40                         | 12,000 t                    | Francia                     |       |
| Clase Albion                |                             | Buque de asalto anfibio (Landing platform dock) | a definirse                 | G25                         | 19,560 t                    | Reino Unido                 |       |
| Clase Newport               |                             | Buques de desembarco de carros de combate       | Mattoso Maia                | G28                         | 8,757 t                     | Estados Unidos              |       |
| Clase Round Table           |                             | Buques logísticos de desembarco                 | Almirante Saboia            | G25                         | 7,700 t                     | Reino Unido                 |       |

### Buques de apoyo a la flota
| Clase                   | Imagen               | Tipo                               | Buques                                | N.º                  | Desplazamiento       | Origen               | Notas                                    |
| Buques de apoyo (10)    | Buques de apoyo (10) | Buques de apoyo (10)               | Buques de apoyo (10)                  | Buques de apoyo (10) | Buques de apoyo (10) | Buques de apoyo (10) |                                          |
| ----------------------- | -------------------- | ---------------------------------- | ------------------------------------- | -------------------- | -------------------- | -------------------- | ---------------------------------------- |
| Clase Gastão Motta      |                      | Buque petrolero                    | Gastão Motta                          | G23                  | 6,000 t              | Japón/ Brasil        |                                          |
| Clase Guillobel         |                      | Buque nodriza de submarinos        | Guillobel                             | K120                 | 5,700 t              | Reino Unido          |                                          |
| Clase Triunfo           |                      | Remolcador                         | Tritão Tridente Triunfo               | R21 R22 R23          | 1,350 t              | -                    |                                          |
| Clase Almirante Guilhem |                      | Remolcador                         | Almirante Guilhem Almirante Guillobel | R24 R25              | 2,393 t              | Japón                |                                          |
| Clase Mearim            |                      | Remolcador de rescate y salvamento | Mearim Iguatemi Purus                 | G150 G151 G152       | 1,943 t              | Noruega/ India       | Asistencia remolcador y taller offshore. |

### Patrulleras e dragaminas
| Clase                     | Imagen           | Tipo                         | Buques                                                                                         | N.º                                             | Desplazamiento   | Origen           | Notas |
| Patrulleras (30)          | Patrulleras (30) | Patrulleras (30)             | Patrulleras (30)                                                                               | Patrulleras (30)                                | Patrulleras (30) | Patrulleras (30) | |
| ------------------------- | ---------------- | ---------------------------- | ---------------------------------------------------------------------------------------------- | ----------------------------------------------- | ---------------- | ---------------- | --- |
| Clase Amazonas            |                  | Patrulleros oceánicos        | Amazonas Apa Araguari                                                                          | P120 P121 P122                                  | 2,200 t          | Reino Unido      | Proyectadas como corbetas ligeras, los barcos de la clase Amazonas son, en la Marina de Brasil, buques patrullas oceánicas para defensa de la zona económica exclusiva. |
| Clase Macaé               |                  | Patrulleros de Zona Marítima | Macaé Macau Maracanã Mangaratiba Miramar                                                       | P70 P71 P72 P75 P76                             | 500 t            | Brasil           | Patrullas costeras + 12 planeadas |
| Clase Bracuí              |                  | Patrulleros dragaminas       | Bracuí Benevente Bocaina Babitonga                                                             | P60 P61 P62 P63                                 | 864 t            | Reino Unido      | Designados como patrullas costeras y dragaminas de puerto. |
| Clase Grajaú              |                  | Patrulleros de Zona Marítima | Grajaú Guaíba Graúna Goiana Guajará Guaporé Gurupá Gurupi Guanabara Guarujá Guaratuba Gravataí | P40 P41 P42 P43 P44 P45 P46 P47 P48 P49 P50 P51 | 200 t            | Brasil           | Patrullas costeras |
| Clase Aratu               |                  | Buque dragaminas             | Aratu Atalaia Araçatuba Albardão                                                               | M15 M17 M18 M20                                 | 245 t            | Alemania         | La Clase Aratu es de dragaminas de asistencia a la flota. |
| Clase Imperial Marinheiro |                  | Corbeta ligera patrulla      | Cabloco                                                                                        | V19                                             | 1,000 t          | Países Bajos     | Corbeta de patrulla de la zona económica exclusiva. |

### Lanchas
| Clase                         | Imagen | Tipo                        | Buques                                                                     | N.º                                                                             | Origen              | Notas                                                      |
| (32)                          | (32)   | (32)                        | (32)                                                                       | (32)                                                                            | (32)                | (32)                                                       |
| ----------------------------- | ------ | --------------------------- | -------------------------------------------------------------------------- | ------------------------------------------------------------------------------- | ------------------- | ---------------------------------------------------------- |
| Clase Tracker                 |        | Lancha patrulla             | Rio Espadarte CPCE 03                                                      | P8002 P8003 CPCE03                                                              | Brasil/ Reino Unido | Barco patrulla del puerto                                  |
| Clase Marlin                  |        | Lancha patrulla             | Marlin Barracuda Dourado Albacora Anequim Pargo                            | LP01 LP02 LP03 LP04 LP05 LP06                                                   | Brasil · Italia     | Inspección naval                                           |
| DGS 888 Raptor DGS 999 Raptor |        | Lancha acorazada            | Raptor Barracuda Poraquê Mangangá Mako Moreia Robalo Guaiúba Caraúna Cação | LINB                                                                            | Brasil              | Inspección naval                                           |
| Excalibur                     |        | Lancha acorazada            | Excalibur I Excalibur II Excalibur III Excalibur IV Excalibur Cuiabá       | LOpRib                                                                          | Brasil              | Inspección naval. Forman parte de la flotilla del Amazonas |
| LPR-40                        |        | Lancha de patrulla blindada | LPR01 LPR02                                                                | LPR                                                                             | Colombia            | Forman parte de la flotilla del Amazonas.                  |
| Clase LCU 1610                |        | Lancha de desembarco        | Guarapari Tambaú Camboriú Tramandaí                                        | L10 L11 L12 L13                                                                 | Brasil              |                                                            |
|                               |        | Lancha de desembarco        | Marambaia                                                                  | L20                                                                             | Francia             |                                                            |
| Clase CTM                     |        | Lancha de desembarco        | Muriqui Icarai                                                             | ComEsqdAp-1 820 ComEsqdAp-1 821                                                 | Francia             |                                                            |
|                               |        | Lancha de desembarco        | Caieiras Cangarras Comandatuba Cataguases Cotunduba                        | ComEsqdAp-1 806 ComEsqdAp-1 807 ComEsqdAp-1 808 ComEsqdAp-1 809 ComEsqdAp-1 810 | Brasil              |                                                            |

### La flota fluvial brasileña
| Clase                     | Imagen             | Tipo                          | Buques                                         | N.º                     | Desplazamiento     | Origen                  | Notas |
| Buques de río (27)        | Buques de río (27) | Buques de río (27)            | Buques de río (27)                             | Buques de río (27)      | Buques de río (27) | Buques de río (27)      | |
| ------------------------- | ------------------ | ----------------------------- | ---------------------------------------------- | ----------------------- | ------------------ | ----------------------- | --- |
| Clase Parnaíba            |                    | Monitor fluvial               | Parnaíba                                       | U17                     | 630 t              | Brasil                  | Buque capitanía de la flotilla fluvial de Mato Grosso del Río Paraguay, es más bien armado buque de guerra fluvial de América del Sur en la actualidad: con un cañón de 76 mm, 2 cañones de 40 mm, 6 cañones antiaéreos de 20 mm, 2 lanzadores de mortero de 81 mm y 4 ametralladoras pesadas .50 montadas en reparaciones sencillas. |
| Clase Piratini            |                    | Patrulleros de río y costero  | Piratini Pirajá Pampeiro Parati Penedo Poti    | P10 P11 P12 P13 P14 P15 | 150 t              | Estados Unidos · Brasil | Los buques patrullas Penedo, Poti, Pirajá y Piratini forman parte de la flotilla del río paraguay. Los buques Pampeiro y Parati forman parte del grupo naval del norte en la desembocadura del río Amazonas en el Estado de Pará. |
| Clase Pedro Teixeira      |                    | Patrullero e Cañonero         | Pedro Teixeira Raposo Tavares                  | P20 P21                 | 690 t              | Brasil                  | Los buques de esa clase son los 2 barcos capitanías de la flotilla del Amazonas. |
| Clase Roraima             |                    | Patrulleros de río            | Roraima Rondônia Amapá                         | P30 P31 P32             | 340 t              | Brasil                  | Los tres barcos forman parte de la flotilla del Amazonas. |
| Clase Paraguassú          |                    | Buque de transporte de tropas | Paraguassú                                     | G15                     | 245 t              | Brasil                  | El buque forma parte de la flotilla de Mato Grosso en el río paraguay. |
| Clase Pará                |                    | Buque de transporte de tropas | Pará                                           | U15                     | 1050 t             | Brasil                  | Es parte del Grupo Naval del Norte en la desembocadura del río Amazonas en el Estado de Pará. |
| Clase Almirante Leverger  |                    | Buque de transporte de tropas | Almirante Leverger                             | G16                     |                    | Brasil                  | El buque forma parte de la flotilla de Mato Grosso en el río paraguay. |
| Clase Potengi             |                    | Buque petrolero fluvial       | Potengi                                        | G17                     | 595 t              | Brasil                  | El buque forma parte de la flotilla de Mato Grosso en el río paraguay. |
| Clase Oswaldo Cruz        |                    | Buques hospital de río        | Oswaldo Cruz Carlos Chagas                     | U18 U19                 | 360 t              | Brasil                  | Los dos forman parte de la flotilla del Amazonas |
| Clase Doutor Montenegro   |                    | Buque hospital de río         | Doutor Montenegro                              | U16                     | 360 t              | Brasil                  | Es parte de la flotilla del Amazonas. |
| Clase Tenente Maximiano   |                    | Buque hospital de río         | Tenente Maximiano                              | U28                     | 106 t              | Brasil                  | El buque forma parte de la flotilla de Mato Grosso en el río paraguay. |
| Clase Soares de Meirelles |                    | Buque hospital de río         | Soares de Meirelles                            | U21                     | 120 t              | Brasil                  | Es parte de la flotilla del Amazonas. |
| Clase Caravelas           |                    | Aviso Hidroceanográfico       | Caravelas                                      | H17                     |                    | Brasil                  | Es parte de la flotilla del Amazonas. |
| Clase Rio Tocantins       |                    | Aviso Hidroceanográfico       | Rio Tocantins Rio Xingu Rio Solimões Rio Negro | H12 H13 H14 H15         |                    | Brasil                  | |

### Buques escuela
| Clase                      | Imagen             | Tipo                   | Buques                                                          | N.º                | Origen             | Notas              |
| Buques escuela (5)         | Buques escuela (5) | Buques escuela (5)     | Buques escuela (5)                                              | Buques escuela (5) | Buques escuela (5) | Buques escuela (5) |
| -------------------------- | ------------------ | ---------------------- | --------------------------------------------------------------- | ------------------ | ------------------ | ------------------ |
| Clase Aspirante Nascimento |                    | Aviso de instrucción   | Aspirante Nascimento Guarda-Marinha Jansen Guarda-Marinha Brito | U10 U11 U12        | Brasil             |                    |
| Clase Brasil               |                    | Fragata de instrucción | Brasil                                                          | U27                | Reino Unido        |                    |
| Clase Cisne Branco         |                    | Fragata de vela        | Cisne Branco                                                    | U20                | Países Bajos       |                    |

### Rompehielos
| Clase                     | Imagen          | Tipo                         | Buques              | N.º             | Origen          | Notas           |
| Rompehielos (2)           | Rompehielos (2) | Rompehielos (2)              | Rompehielos (2)     | Rompehielos (2) | Rompehielos (2) | Rompehielos (2) |
| ------------------------- | --------------- | ---------------------------- | ------------------- | --------------- | --------------- | --------------- |
| Clase Almirante Maximiano |                 | Navío Polar                  | Almirante Maximiano | H41             | Noruega         |                 |
| Clase Ary Rongel          |                 | Navío de Apoyo Oceanográfico | Ary Rongel          | H44             | Noruega         |                 |
| Clase Almirante Saldanha  |                 | Navío de Apoyo Antártico     | Almirante Saldanha  | H22             | Brasil          | Entrega 2025    |

### Buques de investigación
| Clase                        | Imagen                       | Tipo                         | Buques                                                                  | N.º                          | Origen                       | Notas                        |
| Buques de investigación (13) | Buques de investigación (13) | Buques de investigación (13) | Buques de investigación (13)                                            | Buques de investigación (13) | Buques de investigación (13) | Buques de investigación (13) |
| ---------------------------- | ---------------------------- | ---------------------------- | ----------------------------------------------------------------------- | ---------------------------- | ---------------------------- | ---------------------------- |
| Clase Aspirante Moura        |                              | -                            | Aspirante Moura                                                         | U14                          | Rusia                        |                              |
| Clase Comandante Varella     |                              | Buque faro                   | Comandante Varella Tenente Castelo Comandante Manhães Tenente Boanerges | H18 H19 H20 H25              | Brasil                       |                              |
| Clase Cruzeiro do Sul        |                              | -                            | Cruzeiro do Sul                                                         | H38                          | Noruega                      |                              |
| Clase Antares                |                              | -                            | Antares                                                                 | H40                          | Noruega                      |                              |
| Clase Almirante Graça Aranha |                              | -                            | Almirante Graça Aranha                                                  | H34                          | Brasil                       |                              |
| Clase Amorim do Valle        |                              | Boya tierna                  | Amorim do Valle Taurus Garnier Sampaio                                  | H35 H36 H37                  | Reino Unido                  |                              |
| Clase Vital de Oliveira      |                              | -                            | Vital de Oliveira                                                       | H39                          | China                        |                              |
| Clase Mário Seixas           |                              | Buque faro                   | Faroleiro Mário Seixas                                                  | H26                          | España                       |                              |

### Aviación
| Nome                          | Imagen       | Misión                                           | Número en servicio | Origen          | Notas                                                                                             |              |
| Helicópteros                  | Helicópteros | Helicópteros                                     | Helicópteros       | Helicópteros    | Helicópteros                                                                                      | Helicópteros |
| ----------------------------- | ------------ | ------------------------------------------------ | ------------------ | --------------- | ------------------------------------------------------------------------------------------------- | ------------ |
| Sikorsky SH-60 Seahawk        |              | guerra antisubmarina/búsqueda y rescate          | 6                  | Estados Unidos  | Operando en conjunto con el buque de desembarque G40 Bahía y el porta-helicóptero A140 Atlântico. |              |
| Eurocopter AS332 Super Puma   |              | búsqueda y rescate/transporte                    | 5                  | Francia         | Operando en conjunto con los infantes de marina y con los Buques de asalto anfibio de la Armada.  |              |
| Eurocopter AS 532 Cougar      |              | búsqueda y rescate/transporte                    | 2                  | Francia         | Operando en conjunto con los infantes de marina y con los Buques de asalto anfibio de la Armada.  |              |
| Eurocopter EC725 Super Cougar |              | transporte/guerra antisubmarina/ataque antinavio | 16                 | Francia/ Brasil | Operando en conjunto con el buque de desembarque G40 Bahía y el porta-helicóptero A140 Atlântico. |              |
| Super Lynx Mk.21              |              | reconocimiento/ataque antinavio                  | 10                 | Reino Unido     | Operan embarcados/conjunto en las corvetas y fragatas de la Armada.                               |              |
| Helibrás HB-350 Esquilo       |              | utilitario                                       | 18                 | Brasil/ Francia |                                                                                                   |              |
| Helibrás HB-355 Esquilo       |              | utilitario                                       | 6                  | Brasil/ Francia | Operando en conjunto con los buques rompehielos y de investigación de la Armada.                  |              |
| Bell 206                      |              | formación                                        | 16                 | Estados Unidos  |                                                                                                   |              |
| Helibrás H-125                |              | formación                                        | 17                 | Brasil/ Francia | Anunciado contrato en 2022 para sustituición de los Bell 206 en la instrucción de pilotos.        |              |
| Eurocopter EC135              |              | utilitario                                       | 3 +1               | Brasil/ Francia |                                                                                                   |              |
| Aviones                       |              |                                                  |                    |                 |                                                                                                   |              |
| Douglas A-4 Skyhawk           |              | caza de ataque                                   | 12                 | Estados Unidos  | Operando en tierra en la Base Aeronaval de São Pedro de la Aldeia.                                |              |
| Vehículo aéreo no tripulado.  |              |                                                  |                    |                 |                                                                                                   |              |
| ScanEagle                     |              | UAV de reconocimiento avanzado                   |                    | Estados Unidos  | 6 vehículos y 1 plataforma de lanzamiento en adquisición.                                         |              |